# Histoire de Toronto

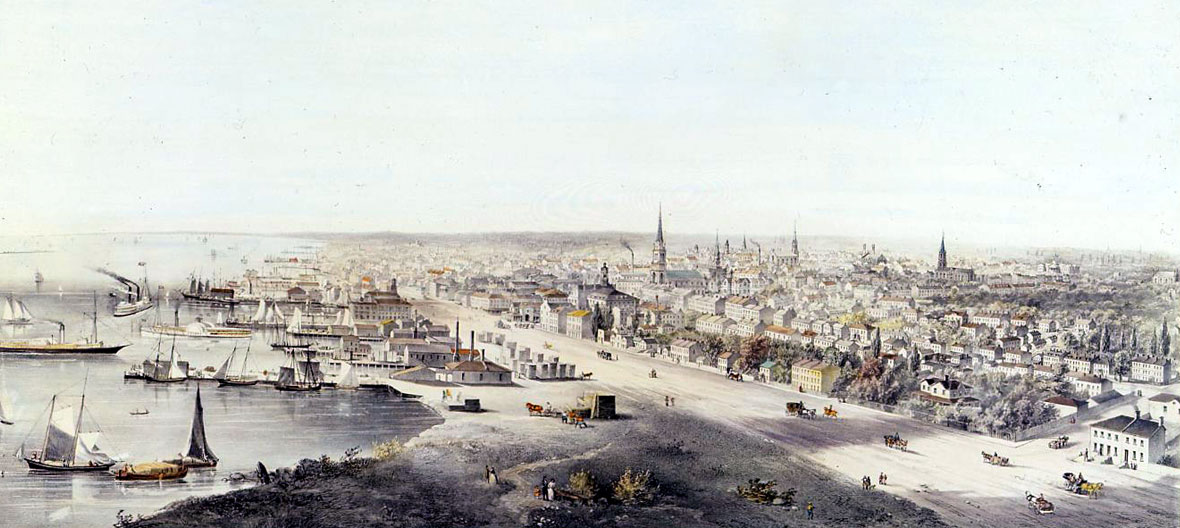
Vue de Toronto en 1854

Toronto a été fondée sous le nom de York et en tant que capitale du Haut-Canada en 1793 après que les Mississaugas ont vendu le territoire aux Britanniques lors de l'achat de Toronto. Depuis plus de 12 000 ans, les Premières Nations vivent dans la région de Toronto. Les ancêtres des Hurons-Wendats furent les premiers groupes connus à établir des villages agricoles dans la région il y a environ 1 600 ans.
Au XVIIe siècle, le sentier Toronto Carrying-Place, longeant la rivière Humber, est devenu un site stratégique pour contrôler le commerce des fourrures plus au nord. Le peuple Seneca a établi un village d'environ 2 000 personnes connu sous le nom de Teiaiagon le long du sentier. Les Français établirent des postes de traite dans la région, dont le fort Rouillé en 1751. Ils ont abandonné ces postes lorsque les Britanniques conquirent l'Amérique du Nord française lors de la guerre de Sept Ans.
Dans les années 1790, les Britanniques commencèrent à coloniser Toronto et à y construire la garnison qui devint Fort York à l'entrée du port de Toronto. Les Américains attaquèrent le village et la garnison pendant la guerre de 1812. Dans les décennies qui suivirent la guerre, les tensions entre l'élite conservatrice de la colonie, le Family Compact et les réformateurs démocrates s'intensifièrent et culminèrent avec les rébellions de 1837-1838.
Après l'échec de la rébellion, l'ordre d'Orange, une organisation fraternelle protestante conservatrice, devint la puissance dominante dans la politique locale dans une ville intensément vouée à l'identité britannique. Cependant, la ville n’était pas exclusivement britannique. De nombreux catholiques irlandais se sont installés dans la ville après la Grande Famine irlandaise. La ville était également le terminus du chemin de fer clandestin. Des milliers d'Afro-Américains qui avaient échappé à l'esclavage se sont installés à Toronto avant la guerre civile américaine.
Au cours de la seconde moitié du XIXe siècle, Toronto est devenue un important centre régional, relié au reste de l'Ontario par un réseau ferroviaire en pleine expansion et aux marchés américains et britanniques par son port. En 1914, le secteur financier de la ville, profitant d'un boom minier dans le nord de l'Ontario, était en concurrence avec celui de Montréal à l'échelle nationale, tandis que les sociétés américaines choisissaient de plus en plus Toronto pour leurs succursales.
La Première et la Seconde Guerre mondiale ont eu un impact considérable sur la ville ; des dizaines de milliers d'habitants se sont portés volontaires pour combattre et participant localement à un effort de « guerre totale ».
Après la Seconde Guerre mondiale, un nouvel afflux important d’immigrants est arrivé dans la région. La province de l’Ontario a formé un gouvernement régional, le Toronto métropolitain, englobant Toronto et ses banlieues en 1954. Les gouvernements ont facilité un boom démographique et industrie en investissant massivement dans les infrastructures. Dans la seconde moitié du XXe siècle, Toronto a dépassé Montréal comme plus grande ville du Canada et est devenue la capitale économique du Canada et l’une des villes les plus multiculturelles du monde. En 1998, la province de l’Ontario a fusionné les gouvernements métropolitains et ses banlieues en une seule municipalité unifiée.

## Étymologie
À l’origine, le nom de Toronto était utilisé sur les cartes datant de la fin du XVIIe et du début du XVIIIe siècle pour désigner le lac Simcoe et la route de portage qui y menait. Le nom a par la suite été transféré jusqu'à l'embouchure de la rivière Humber, à l'emplacement actuel de la ville de Toronto. La baie sert de point final à la route de portage du sentier Toronto Carrying-Place, depuis le lac Simcoe et la baie Georgienne.
Le mot est probablement dérivé du mot mohawk tkaronto qui signifie « là où il y a des arbres debout dans l'eau », qui faisait à l'origine référence à the Narrows, près de l'actuelle Orillia. Les gens qui vivaient là avant l'arrivée des Mohawks enfonçaient des piquets dans l'eau pour créer des barrages de pêche. Le lac Simcoe actuel est identifié comme le lac de Taronto dans les cartes françaises des années 1680 à 1760. L'orthographe a changé pour Toronto au cours du XVIIIe siècle. À mesure que la route de portage s'est développée, le nom est devenu plus largement utilisé et a finalement été attaché à un fort commercial français juste à l'intérieur des terres du lac Ontario sur la rivière Humber.
La confusion autour du nom du lieu peut également être attribuée à la diversité des peuples des Premières Nations qui se sont succédé dans la région, notamment les nations Neutres, Sénécas, Mohawks, Cayugas et Wendats. On a également émis l'hypothèse que l'origine du nom serait le mot Seneca Giyando, qui signifie « de l'autre côté », qui était l'endroit où la rivière Humber se rétrécit au pied du col menant au village de Teiaiagon.
D'août 1793 à mars 1834, la colonie était connue sous le nom de York, du même nom que le comté de York dans lequel elle était située. La colonie a été renommée lorsque le lieutenant-gouverneur John Graves Simcoe a demandé que la ville soit nommée d'après le prince Frederick, duc d'York et d'Albany. Pour se différencier de York en Angleterre et de New York, la ville était familièrement connue sous le nom de « Little York ». En 1804, le colon Angus MacDonald a présenté une pétition au Parlement du Haut-Canada (en) pour rétablir le nom original de la région, mais celle-ci a été rejetée. La ville a changé de nom pour devenir Toronto lorsqu'elle a été incorporée.

## Histoire ancienne

### Périodes lithique et archaïque (9 000 à 1 000 av. J.-C.)
Pour des articles plus généraux, voir Ère lithique et Ère archaïque de l'Amérique du Nord.

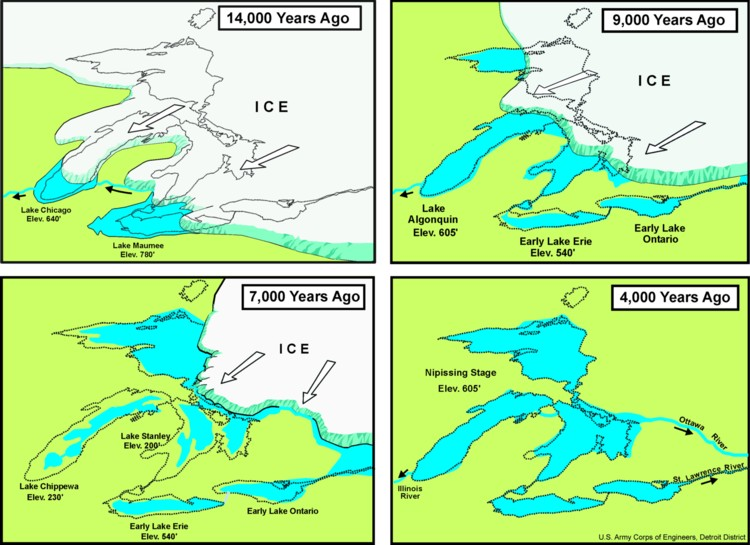
Développement des Grands Lacs après la fin de la dernière période glaciaire. Les premiers colons humains sont arrivés dans la région il y a 11 000 à 10 500 ans, alors que les glaciers se retiraient de la région.

Toronto est restée recouverte de glace tout au long de la dernière période glaciaire, les glaciers se retirant de la région pendant la période de réchauffement, environ 13 000 avant notre ère. Après la dernière période glaciaire, le rivage de Toronto (en) s'est déplacé avec la croissance, puis la contraction, du lac glaciaire Iroquois. La région a vu ses premiers colons humains vers 9 000 à 8 500 av. J.-C. Ces colons ont parcouru de grandes distances en groupes familiaux, se nourrissant de caribous, de mammouths, de mastodontes et de petits animaux de la toundra et de la forêt boréale. Beaucoup de leurs vestiges archéologiques se trouvent dans l'actuel lac Ontario, le littoral historique du lac Iroquois étant situé 20 kilomètres (12 mi) au sud de Toronto pendant cette période.
À mesure que le climat s'est réchauffé vers 6 000 avant J.-C., l'environnement de Toronto est passé d'un climat subarctique à un climat continental tempéré. Le rivage de Toronto a également changé de façon spectaculaire au cours de cette période, avec l'érosion des falaises de Scarborough et la montée des niveaux d'eau du lac Ontario créant une péninsule qui deviendrait plus tard les îles de Toronto.

### Stade formatif à classique (1000 av. J.-C. à 1200)
Pour des articles plus généraux, voir Ère formative, Période sylvicole et Ère classique.

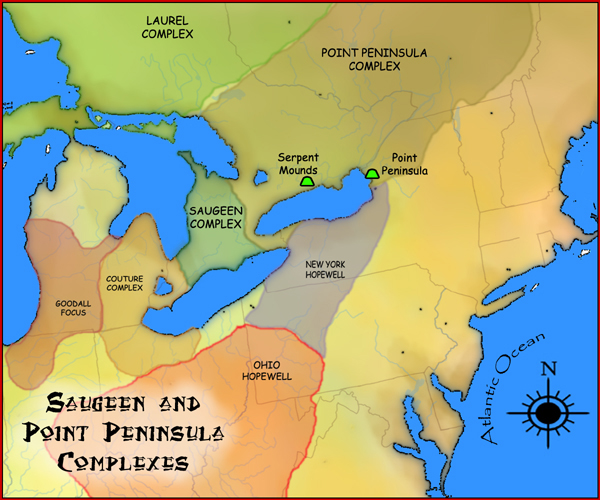
Zone d'interaction Hopewell autour des Grands Lacs de l'est pendant la période du Sylvicole moyen (100 av. J.-C. à 500). Le Toronto actuel était situé dans la péninsule de Point, expression locale du système d’échange hopewellien.

Des camps de pêche des Premières Nations ont été établis autour des voies navigables de Toronto dès 1 000 av. J.-C. En 500 de notre ère, jusqu'à 500 personnes vivaient le long de chacune des trois principales rivières de Toronto (Don, Humber et Rouge River). Très tôt, les communautés des Premières Nations avaient aménagé des sentiers et des voies navigables dans la région de Toronto. Ces routes partaient du nord et de l'ouest du Canada jusqu'au golfe du Mexique. Un sentier, connu sous le nom de « Passage de Toronto », suivait la rivière Humber vers le nord et constituait un raccourci terrestre important entre le lac Ontario et les Grands Lacs supérieurs.
De nouvelles cultures, notamment le maïs, le tournesol et le tabac, ont été introduites dans la région depuis le sud vers 600 de notre ère. L'introduction de ces cultures a entraîné de grands changements sociétaux dans la région, notamment un changement de régime alimentaire et la formation de villages semi-permanents, afin de cultiver ces nouvelles plantes. Les habitants de ces villages semi-permanents se déplaçaient pendant certaines périodes de l'année pour chasser, pêcher et cueillir d'autres végétaux afin de compléter leur agriculture. La plus ancienne colonie iroquoienne semi-permanente connue de cette nature remonte à environ 900 de notre ère. Les villages iroquois de cette période étaient situés sur des terrains élevés et fortifiés, avec accès aux zones humides et aux voies navigables pour faciliter la chasse, la pêche, le commerce et les opérations militaires. Leurs villages restaient généralement en place pendant environ 10 à 20 ans, avant que les habitants ne se déplacent vers un nouveau site. En général, ces villages s'installaient sur les sites de manière cyclique, et tendaient à revenir dans les mêmes zones. Cela a réduit l’impact sur la flore et la faune environnantes, permettant ainsi une utilisation durable de la chasse et de l’agriculture.

### Étape post-classique (1200–1700)
Pour un article plus général, voir Ère post-classique.

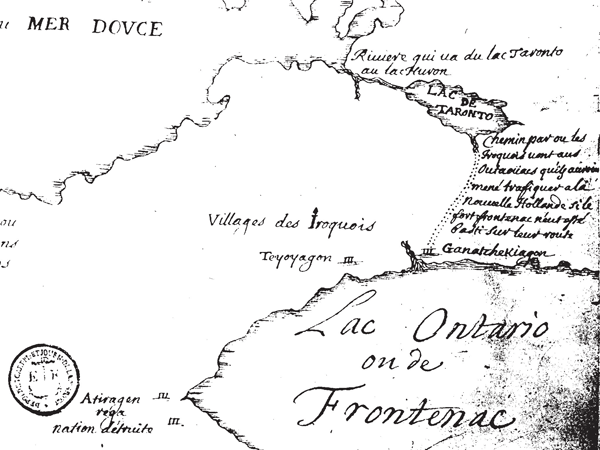
Une carte de la région, avec Ganatsekwyagon et d'autres zones mises en évidence le long du sentier Rouge, vers 1673. Teiaiagon est représenté à l'ouest de Ganatsekwyagon.

Plusieurs villages iroquois datant des années 1200 ont été fouillés à Toronto, notamment un ossuaire à Scarborough. Entre les années 1300 et 1500, les habitants iroquois de la région ont migré au nord de Toronto, rejoignant la Confédération huronne-wendat en développement. Durant cette période, la confédération huronne-wendat utilisait Toronto comme arrière-pays pour la chasse, le passage de Toronto continuant d'être utilisé comme route nord-sud. La partie nord-est de Toronto abritait également deux tumulus iroquois du XIVe siècle, connus aujourd'hui sous le nom de Taber Hill (en).
Bien que les Européens n'aient pas visité le sud de l'Ontario au XVIe siècle, les marchandises européennes avaient commencé à arriver dans la région dès la fin des années 1500. Au cours du XVIIe siècle, près de la moitié de la population des Premières Nations du sud de l'Ontario a été décimée à cause de la transmission de maladies transmissibles entre les Européens et les groupes des Premières Nations. La perte de population, ainsi que le désir d'obtenir des fourrures pour le commerce, ont vu la Confédération Haudenosaunee au sud envahir la région et attaquer la Confédération Huron-Wendat,. Les Haudenosaunee ont finalement vaincu les Hurons-Wendat au milieu des années 1600, et les Hurons-Wendat ont fui en tant que réfugiés, ont été tués ou ont été adoptés de force par les Haudenosaunee,. Après que les Haudenosaunee eurent sécurisé la région, ils établirent colonies sur la rive nord du lac Ontario (en) . Les Sénécas (l'une des cinq nations Haudenosaunee) ont établi deux colonies dans l'actuelle Toronto, Teiaiagon, près de la rivière Humber, et Ganatsekwyagon (en) près de la rivière Rouge. Les deux communautés ont permis aux Haudenosaunee de contrôler le passage nord-sud à Toronto. Les missionnaires catholiques romains ont visité les deux colonies dans les années 1660 et 1670. Les deux colonies Sénécas furent abandonnées en 1687.
Après le départ des Haudenosaunee, les Mississaugas se sont installés et ont établi des villages dans la région à la fin du XVIIe siècle,.

### Début de la colonisation européenne (1600-1793)
Pour un article plus général, voir Colonisation européenne des Amériques.

#### Explorateurs et commerçants français

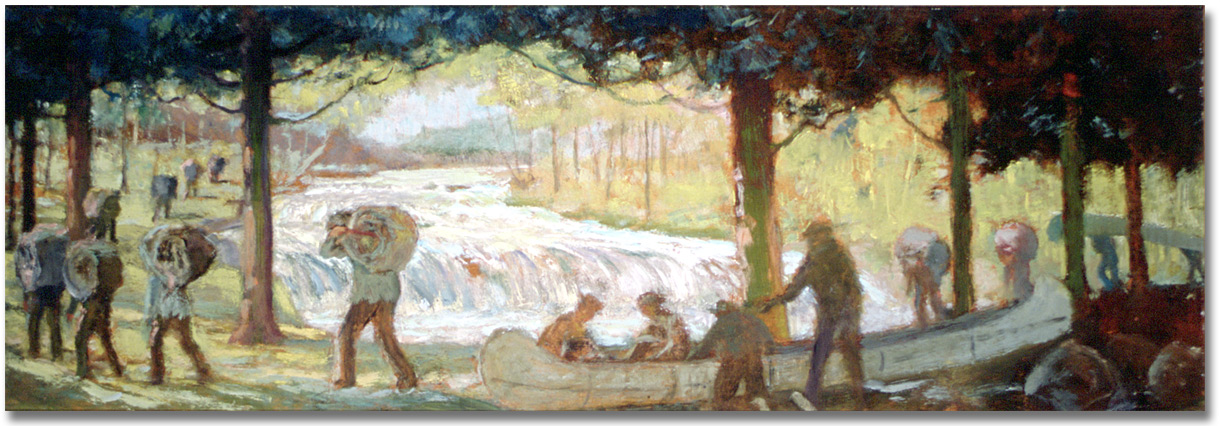
Au XVIIe siècle, la région était un point de passage crucial pour les déplacements, les rivières Humber et Rouge offrant un raccourci vers les Grands Lacs supérieurs. Ces routes étaient connues sous le nom de passage de Toronto.

Le premier Européen à poser le pied sur les rives du lac Ontario, à proximité de ce qui est aujourd'hui Toronto, pourrait avoir été l'explorateur français Étienne Brûlé, qui a emprunté le passage de Toronto depuis la Huronie en 1615; cette affirmation est cependant contestée par plusieurs chercheurs, qui suggèrent que Brûlé a emprunté une route plus occidentale et a atteint le lac Érié, par opposition au lac Ontario. Cependant, les Européens étaient actifs dans la région de Toronto dans les années 1660, avec des missionnaires visitant les colonies des Premières Nations de la région.
Au XVIIIe siècle, Toronto est devenue un lieu important pour les commerçants de fourrures français, étant donné sa proximité avec le passage de Toronto. Le capitaine Alexandre Dagneau établit le fort Douville sur la rivière Humber, près de la rive du lac Ontario en 1720. Le poste de traite a été construit pour détourner les commerçants des Premières Nations des postes de traite britanniques situés au sud de Toronto. Le succès de Fort Douville a incité les Britanniques à construire un poste de traite plus grand à Oswego, New York. L'achèvement du Fort Oswego en 1726 a conduit les Français à abandonner leur premier poste de traite à Toronto.

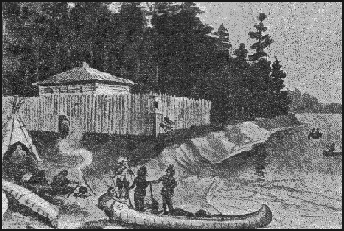
Fort Rouillé était l’un des nombreux postes de traite français établis à Toronto dans les années 1750. Les forts furent abandonnés en 1759 à la suite de la guerre de Sept Ans.

Les Français établirent un autre poste de traite en 1750 sur la rivière Humber. Le succès fut tel qu'il encouragea les Français à établir le Fort Rouillé, à l'emplacement actuel de l'Exhibition Place, en 1751. Après la prise du fort Niagara par les Britanniques en juillet 1759, le fort Rouillé fut détruit par ses occupants français, qui se retirèrent à Montréal. En 1760, Robert Rogers, avec une force armée de deux cents hommes et une flottille de quinze baleinières, vint sécuriser la région de Toronto pour les Britanniques. Le traité de Paris de 1763 met officiellement fin à la guerre de Sept Ans et voit la Nouvelle-France cédée aux Britanniques. Cela comprenait la région des Pays d'en Haut de la Nouvelle-France, la zone contenant aujourd'hui Toronto.

#### Afflux de colons loyalistes
La colonisation européenne dans la moitié ouest de la colonie de Québec avant 1775 s'est limitée à quelques familles. Cependant, au lendemain de la guerre d'indépendance américaine, la région a vu un afflux de colons, connus sous le nom de loyalistes de l'Empire-Uni ; des colons américains qui refusaient d'être séparés de la Couronne ou qui ne se sentaient pas les bienvenus dans la nouvelle république des États-Unis. Un certain nombre de loyalistes ont fui les États-Unis vers les terres en grande partie inhabitées au nord du lac Érié et du lac Ontario ; certains avaient combattu dans l'armée britannique et avaient été payés avec des terres dans la région.
Ces premiers immigrants étaient originaires de la région du Midland aux États-Unis. Ils valorisaient le pluralisme, étaient organisés autour de la classe moyenne, se méfiaient des interventions gouvernementales descendantes et étaient politiquement modérés. Il a été avancé que les attitudes de ces immigrants ont jeté les bases de la culture pluraliste et politiquement modérée actuelle du sud de l’Ontario (et par extension de Toronto).
En 1786, Lord Dorchester arrive à Québec en tant que gouverneur en chef de l'Amérique du Nord britannique. Sa mission était de résoudre les problèmes des loyalistes nouvellement débarqués des États-Unis après la guerre d'indépendance américaine. Dorchester proposa d'abord l'ouverture du nouveau Canada-Ouest en districts sous la tutelle du gouvernement du Québec, mais le gouvernement britannique fit connaître son intention de diviser la province de Québec en Haut- Canada et Bas-Canada. Dorchester a commencé à s'organiser en vue de la mise en place de la nouvelle province du Haut-Canada, ce qui incluait compris la création d'une capitale. Le premier choix de Dorchester était Kingston, mais il était conscient du nombre de loyalistes dans les régions de la baie de Quinte et de Niagara, et il choisit plutôt l'emplacement au nord de la baie de Toronto, à mi-chemin entre les colonies et à 50 km (environ 30 milles) des États-Unis.

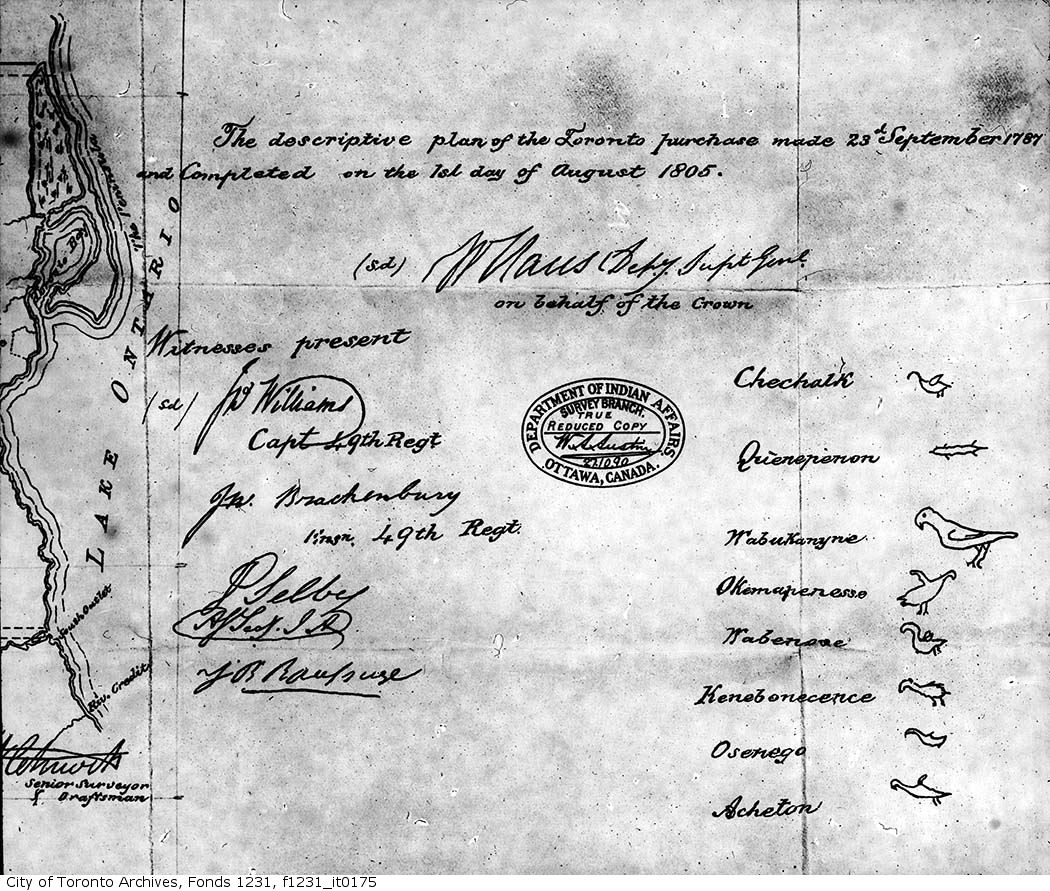
Signatures des parties qui ont ratifié l'acte de 1805 relatif à l' achat de Toronto, un accord initialement conclu en 1787.

En vertu de la politique impériale de l'époque, à savoir la Proclamation royale de 1763, qui était ancrée dans le droit romain, Dorchester a organisé l'achat de plus de 1000 km2 (environ 250 000 acres) de terres aux Mississaugas en 1787. Après avoir arpenté le terrain, les Mississaugas se sont opposés à l’achat et celui-ci a été déclaré invalide. Une révision de l'achat de Toronto a été effectuée en 1805, mais cet accord a également été contesté et n'a finalement été réglé que deux siècles plus tard, en 2010, pour 145 millions de dollars canadiens. Un site urbain a été étudié en 1788 par le capitaine Gother Mann et aménagé en quadrillage, avec des bâtiments gouvernementaux et militaires autour d'une place centrale. L’achat n’incluait pas la vallée de la rivière Rouge, qui n’avait pas encore été colonisée.
L'afflux de colons loyalistes dans les régions occidentales de la province de Québec, y compris la région de Toronto, a conduit à l'adoption de l'Acte constitutionnel de 1791. La loi a divisé la colonie en deux. La partie orientale du Québec est devenue la province du Bas-Canada, et la partie occidentale du Québec (y compris Toronto) est devenue la province du Haut-Canada. Un gouvernement provisoire du Haut-Canada fut établi à Newark (aujourd'hui Niagara-on-the-Lake) en 1791.

## Ville de York (1793–1834)

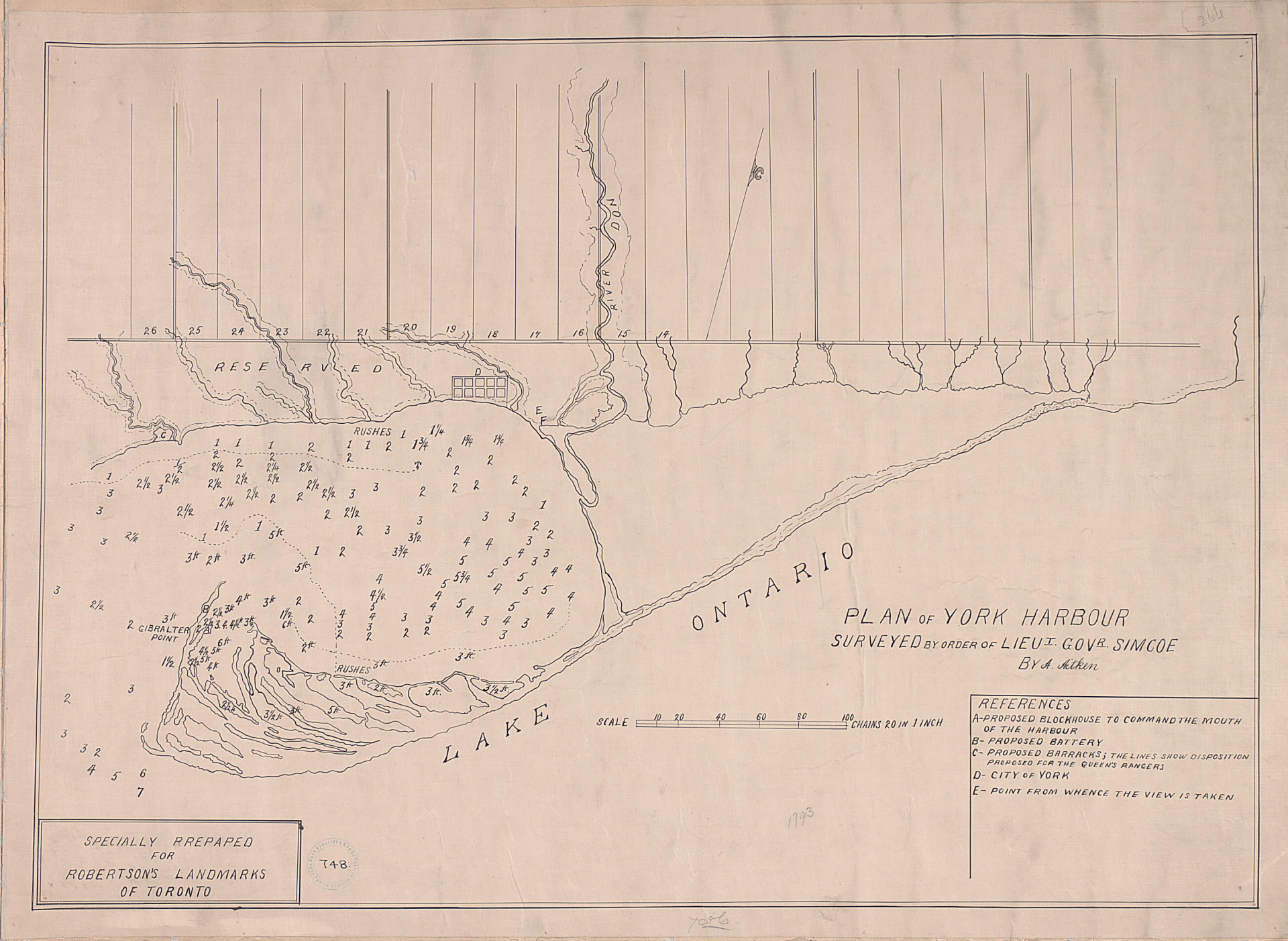
Plans de John Graves Simcoe pour le port de York, 1793.

Le lieutenant-colonel John Graves Simcoe, premier lieutenant-gouverneur de la province nouvellement organisée du Haut-Canada, visita Toronto pour la première fois en mai 1793. Simcoe n'était pas satisfait de Newark, alors capitale du Haut-Canada, et proposa de la déplacer vers le site de l'actuelle London, en Ontario, mais il en fut dissuadé par la difficulté de construire une route jusqu'à cet endroit. Rejetant Kingston, le choix du gouverneur britannique Lord Dorchester, le site d'achat de Toronto fut alors choisi par Simcoe le 29 juillet 1793 comme capitale temporaire du Haut-Canada. Simcoe et sa femme s'installèrent dans une grande tente au bord de l'eau, près du pied de l'actuelle rue Bathurst. Toronto conservera un statut « temporaire » jusqu’en 1796.

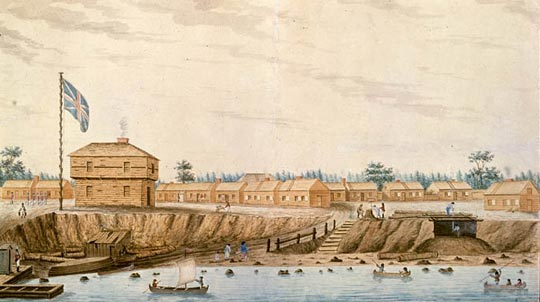
Construit en 1793, le fort York était situé à l'entrée d'une baie formée par les îles de Toronto.

La ville, que Simcoe nomma « York », rejetant le nom autochtone, fut construite dans une grande baie protégée formée par les îles de Toronto. À cette époque, les futures îles de Toronto étaient une longue péninsule sablonneuse qui formait un grand port naturel. Le port comprenait un grand marais humide, alimenté par la rivière Don, à l'extrémité est, qui a depuis été comblé. En 1793, la seule ouverture sur le lac se trouvait à l'extrémité ouest; ce n'est que plus tard, en 1858, que le « Eastern Gap » fut percé à travers la péninsule par une tempête, créant les îles de Toronto actuelles. Le grand port naturel de 1793 fut défendu par la construction d'une garnison, plus tard connue sous le nom de Fort York, gardant l'entrée à partir de ce qui était alors un point élevé au bord de l'eau, avec une petite rivière du côté intérieur (Garrison Creek). Rejetant le plan d'urbanisme de Mann, Simcoe fit en élaborer un nouveau. Ce plan plus compact était composé d'une colonie en quadrillage de dix pâtés de maisons carrés, plus proche de l'extrémité est du port, entièrement derrière la péninsule, près de ce qui est aujourd'hui Parliament Street. Les dix blocs sont connus aujourd'hui sous le nom de quartier de la « Vieille Ville ».

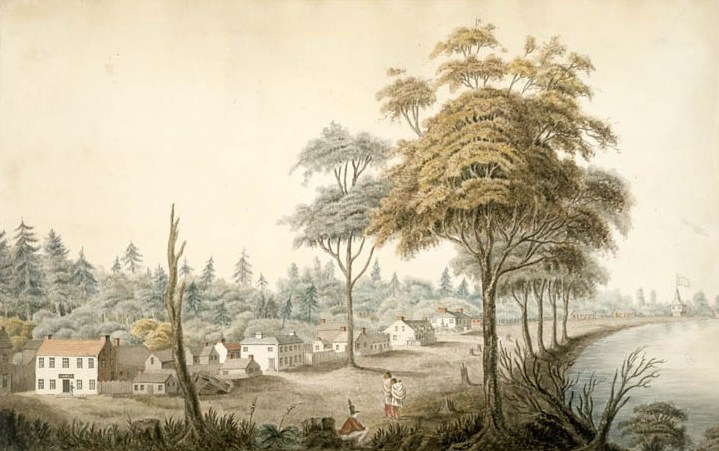
La rue King en 1804. Rebaptisée plus tard Front Street, la route était l'une des rues originales de York.

Durant le séjour de Simcoe à Toronto, deux rues principales furent tracées dans la ville : la rue Dundas, nommée en l'honneur de Henry Dundas, et la rue Yonge, nommée en l'honneur de Sir George Yonge, secrétaire d'État britannique à la Guerre. Les Queen's Rangers et des colons allemands enrôlés ont tracé le chemin des chariots de la rue Yonge jusqu'à la rivière Holland au nord. Des bâtiments gouvernementaux ont été érigés près du Parlement et de Front Street. Simcoe avait espéré fonder une université à York pendant qu'il était en poste, mais il a réussi à établir des tribunaux à York. La main d'œuvre était rare et les esclaves étaient encore autorisés à cette époque, mais Simcoe organisa l'abolition progressive de l'esclavage en faisant passer une loi interdisant tout esclave supplémentaire, et stipulant que les enfants d'esclaves seraient libérés lorsqu'ils atteindraient leur 25e anniversaire. En raison de problèmes de santé, Simcoe retourna en Angleterre en juillet 1796 en congé, mais ne revint pas et abandonna son poste en 1799. On estime que York comptait à l'époque une population de 240 personnes.
Peter Russell a été nommé administrateur par Simcoe. Entre 1799 et 1800, une route a été construite à l'est de Toronto jusqu'à l'embouchure de la rivière Trent par Asa Danforth. C'est ainsi qu'est née la Kingston Road d'aujourd'hui. Russell a établi la première prison. Il agrandit la ville vers l'ouest et le nord et, pendant son mandat, le premier marché Saint-Laurent fut construit en 1803. La première église de ce qui allait devenir l'actuelle cathédrale Saint-James a été construite en 1807. La population de la ville s'élevait alors à 500 habitants à la mort de Russell en 1808.

### Guerre de 1812

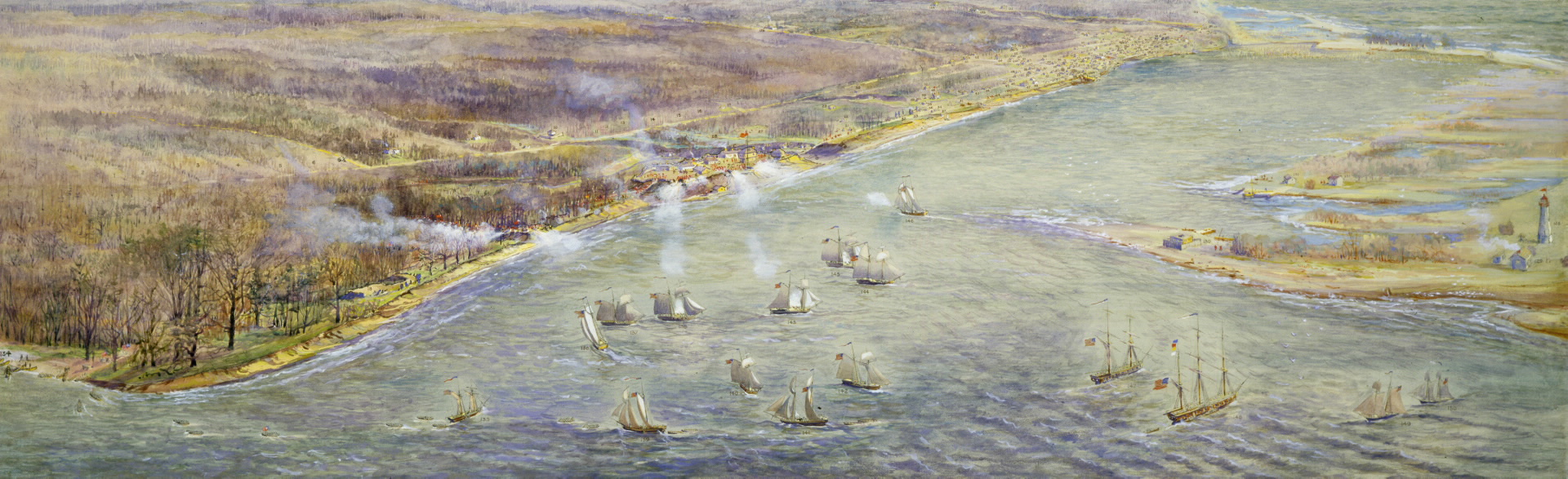
L'escadron naval américain échange des tirs avec Fort York lors de la bataille de York en avril 1813. Le débarquement américain est représenté à l'ouest (premier plan à gauche).

Le 27 avril 1813, les forces américaines dirigées par Zebulon Pike attaquèrent York. Après que les forces britanniques et autochtones aient échoué à empêcher le débarquement américain (dans l'actuel Parkdale), les forces britanniques ont ordonné un retrait, réalisant que la défense était impossible. À leur départ, les forces britanniques ont saboté le magasin à poudre de Fort York pour qu'il explose. L'explosion, suffisamment puissante pour perforer les tympans et provoquer une hémorragie des poumons de certains soldats américains massés à l'extérieur du fort, aurait fait trembler les fenêtres à 50 kilomètres de l'autre côté du lac Niagara. L'explosion a eu lieu alors que les forces américaines étaient sur le point d'entrer dans le fort, tuant Pike et un contingent de ses hommes. Dans les jours suivants, les forces américaines ont saccagé la ville et brûlé un certain nombre de propriétés, y compris les bâtiments du Parlement. La ville est restée occupée jusqu'au 8 mai, date à laquelle les forces américaines ont quitté la colonie.

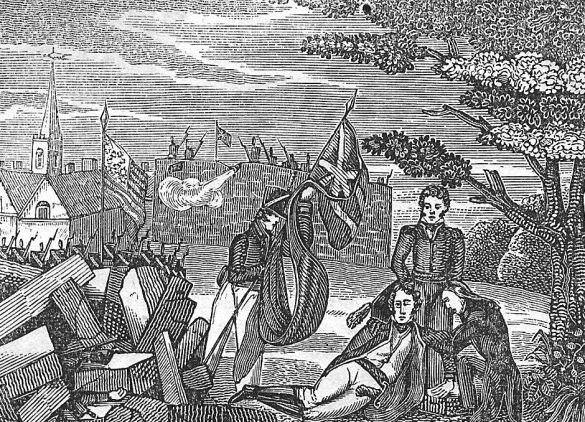
Le général de brigade de l'armée américaine Zebulon Pike est mortellement blessé vers la fin de la bataille de York, frappé par les débris d'une explosion déclenchée à Fort York.

En plus de la bataille d'York, deux autres incursions américaines ont eu lieu dans la ville pendant la guerre. La deuxième incursion eut lieu quelques mois plus tard, le 31 juillet. Un escadron américain avait initialement prévu d'attaquer les forces britanniques à Burlington Heights, mais a choisi de lancer un raid sur York après avoir constaté que les Britanniques étaient trop bien retranchés sur les hauteurs. La majeure partie de la garnison de York se déplaçant vers l'ouest pour défendre Burlington Heights, les débarquements à York ne rencontrèrent aucune opposition. Les forces américaines ont attaqué les magasins de nourriture et les magasins militaires de la ville, et ont également détruit plusieurs structures militaires avant de partir la même nuit.
La troisième incursion à York eut lieu un an plus tard, en août 1814 : le 6 août, un escadron naval américain arrive à l'extérieur du port de York, dépèche l'USS Lady of the Lake dans le port de la ville pour tenter d'évaluer ses défenses. Après un bref échange de tirs avec le Fort York renforcé, construit à plusieurs centaines de mètres à l'ouest de sa position d'origine, l'USS Lady of the Lake s'est retiré et est retourné vers l'escadron américain à l'extérieur du port. Les forces américaines n'ont pas tenté de débarquer au cours de cette incursion, bien qu'elles soient restées à l'extérieur du port de la ville pendant les trois jours suivants avant de partir.

### Après la guerre de 1812

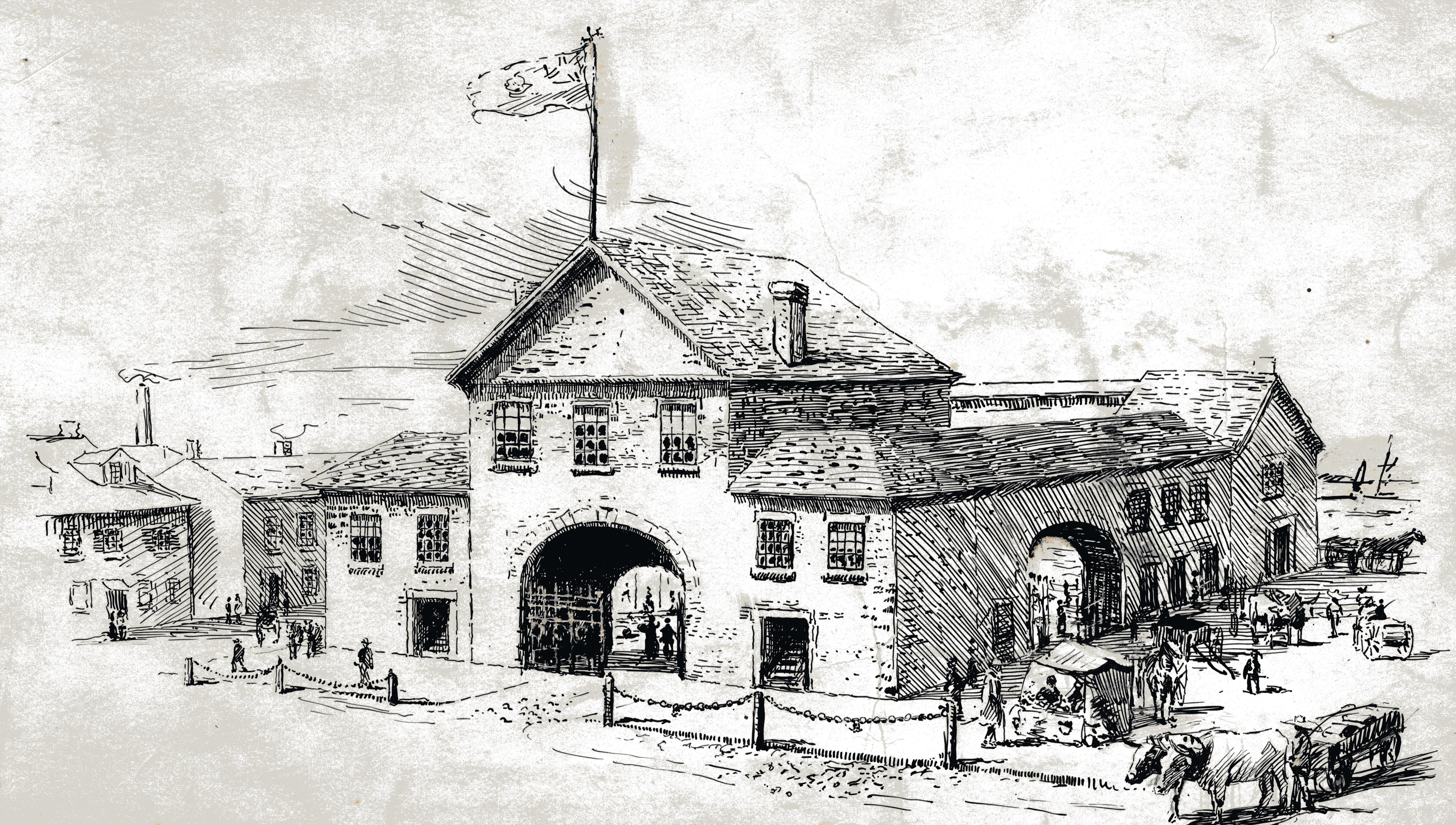
Le deuxième bâtiment du Marché Saint-Laurent, ouvert en 1831.

York a connu un afflux d'immigrants pauvres après les guerres napoléoniennes. Ces immigrants provenaient du Royaume-Uni, alors en pleine dépression. La zone au nord-est de St. James est devenue un bidonville. York avait un quartier chaud sur Lombard Street, et de nombreuses tavernes surgirent autour du marché St. Lawrence.

## Ville de Toronto (1834–1997)

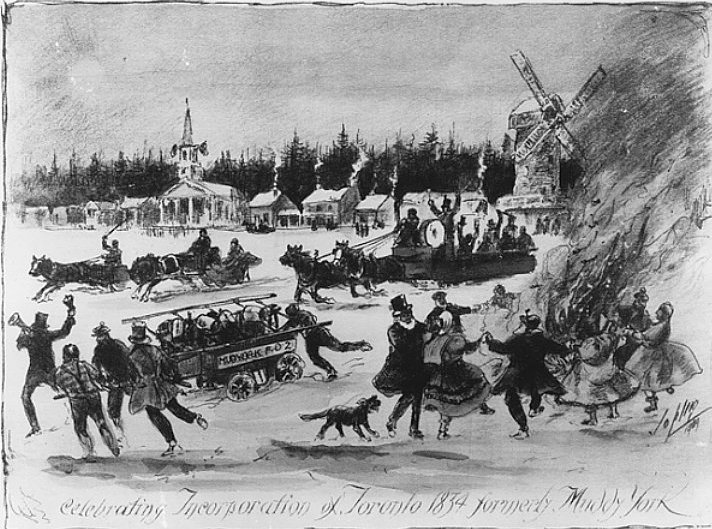
Des gens célébrant l’incorporation de Toronto. En 1834, la ville de York a été constituée en nouvelle ville de Toronto.

La ville fut constituée le 6 mars 1834. Elle a reprit le nom de « Toronto » pour la distinguer de la ville de New York, ainsi que d'une douzaine d'autres localités nommées « York » dans la province (y compris le comté de York dans lequel Toronto était située), et pour se dissocier de la connotation négative de sale petit York, un surnom commun pour la ville par ses résidents. William Lyon Mackenzie en fut le premier maire.
Le nouveau conseil municipal, dominé par les réformistes, s'est rapidement mis au travail pour corriger les problèmes laissés sans réponse par l'ancienne Cour des sessions trimestrielles. La nouvelle société civique a fait des routes une priorité, sans surprise pour « Muddy York ». Ce projet ambitieux d’amélioration des routes a placé le nouveau conseil dans une position difficile ; les bonnes routes étaient chères, mais le projet de loi d’incorporation avait limité la capacité du conseil à augmenter les impôts. Un fardeau injuste était imposé aux membres les plus pauvres de la communauté par un système fiscal inéquitable.
Mackenzie a décidé de porter l'affaire directement devant les citoyens et convoque une réunion publique sur la place du marché le 29 juillet 1834. La réunion a été prévue « à six heures, heure à laquelle les ouvriers et les mécaniciens peuvent le plus facilement assister à la réunion sans interrompre leur journée de travail ». Mackenzie se heurte à une résistance organisée : la « British Constitutional Society », nouvellement ressuscitée, avec William H. Draper comme président, les conseillers municipaux conservateurs Carfrae, Monro et Denison comme vice-présidents et le conseiller municipal et l'éditeur de journaux George Gurnett comme secrétaire, se réunit la veille au soir et « de 150 à 200 personnes de la partie la plus respectable de la communauté se réunirent et décidèrent à l'unanimité de rencontrer le maire sur sa propre invitation ». Le shérif William Jarvis a pris le contrôle de la réunion et a interrompu le maire Mackenzie « pour proposer à la réunion un vote de censure sur sa conduite en tant que maire ». Dans le chaos qui s'ensuit, les deux parties conviennent de tenir une deuxième réunion le lendemain.

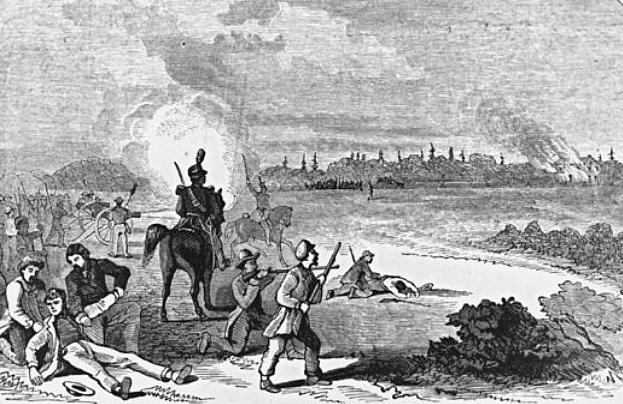
En 1837, une insurrection révolutionnaire fut écrasée par les autorités britanniques et des unités de volontaires canadiens à la taverne Montgomery, sur la rue Yonge.

Les conservateurs ont convoqué la réunion à trois heures de l'après-midi afin que les « mécaniciens » de la classe ouvrière ne puissent pas y assister. L'incapacité des mécaniciens à assister à la réunion fut leur salut, car la réunion se termina par une terrible tragédie lorsque la galerie bondée surplombant la place du Marché s'effondra, projetant les spectateurs dans les étals du boucher en contrebas. Quatre personnes obt été tuées et des dizaines d'autres blessées. Même s’il n’était pas présent, la presse conservatrice a immédiatement imputé la responsabilité à Mackenzie. Les mécaniciens de Toronto, ironiquement épargnés par le carnage en raison de l'heure à laquelle la réunion avait été fixée, ne semblaient pas influencés par la presse conservatrice. Aux élections provinciales d'octobre 1834, Mackenzie fut élu à une écrasante majorité dans la deuxième circonscription de York; le shérif William Jarvis, qui se présentait dans la ville de Toronto, perdit face au réformateur James Edward Small par une faible marge de 252 voix contre 260. Toronto a été le théâtre des événements clés de la rébellion du Haut-Canada en 1837, menée par Mackenzie.
En 1841, les premiers lampadaires à gaz font leur apparition à Toronto. Plus de 100 furent installées cette année-là, à temps pour la visite de l'auteur Charles Dickens en mai 1842. Dickens, alors en tournée en Amérique du Nord, a décrit Toronto comme une ville « pleine de vie, de mouvement, d'affaires et d'améliorations. Les rues sont bien pavées et éclairées au gaz».
Huit-cent-soixante-trois immigrants irlandais sont morts du typhus au cours de l'épidémie de typhus de 1847, dans des hangars contre la fièvre construits à l'hôpital de Toronto, à l'angle nord-ouest de King Street et John Street. L'épidémie a également tué le premier évêque catholique romain de Toronto, Michael Power, alors qu'il prodiguait des soins et exerçait son ministère auprès des immigrants irlandais fuyant la Grande Famine.

Vue de Toronto regardant vers l'ouest depuis King et Jarvis en 1845. Les bâtiments situés à droite des arbres furent détruits plus tard lors du grand incendie de 1849.

Le 7 avril 1849, l'incendie de la cathédrale a détruit le « Market Block » au nord de Market Square et du marché St. Lawrence, ainsi que la première cathédrale St. James et une partie du premier hôtel de ville de Toronto. Malgré la présence d’une brigade de pompiers et de deux casernes de pompiers à Toronto, la force n’a pas pu arrêter le grand incendie et de nombreuses entreprises ont été perdues. Une période de reconstruction a suivi.
Après la rébellion du Haut-Canada, les ressentiments entre les factions dirigeantes du Family Compact et les éléments réformistes de Toronto ont persisté. Alors que les Irlandais et d’autres catholiques migraient vers Toronto et représentaient un part de plus en plus importante de la population, l’Ordre d’Orange, représentant les éléments protestants fidèles à la Couronne britannique, luttait pour garder le contrôle du gouvernement au pouvoir et des services civils. La police et les pompiers étaient contrôlés par clientélisme et étaient sous le contrôle des Orangistes. Les éléments orangistes étaient connus pour utiliser la violence contre les catholiques et les réformateurs et étaient à l'abri de poursuites. Ce n’est qu’au XXe siècle que Toronto aura son premier maire catholique.

### Fin du XIXesiècle

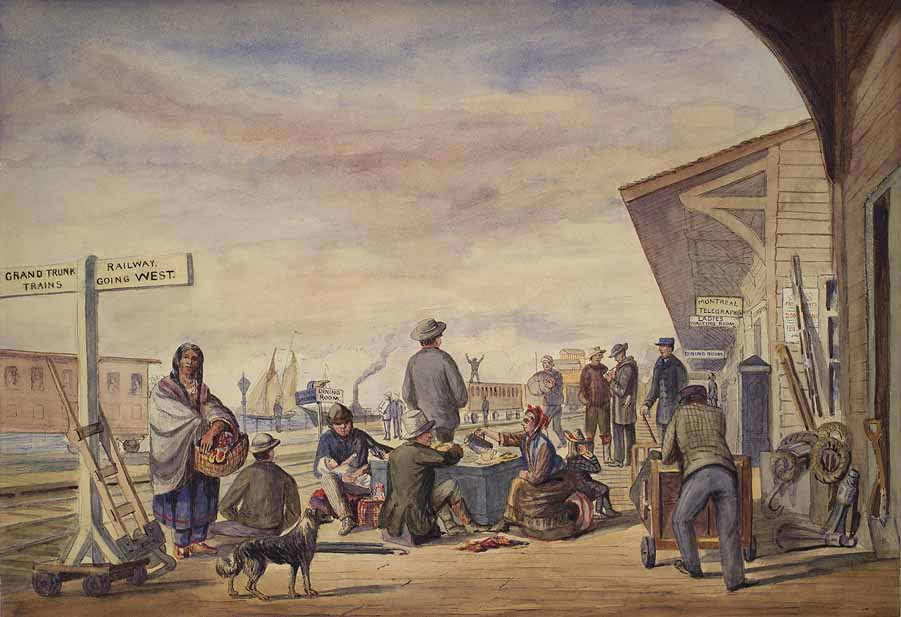
La construction de l'Union Station en 1858 a considérablement augmenté le commerce ainsi que le nombre d'immigrants.

La population de Toronto a connu une croissance rapide à la fin du XIXe siècle, passant de 30 000 habitants en 1851 à 56 000 en 1871, à 86 400 en 1881 et à 181 000 en 1891. La population urbanisée totale n'était pas comptabilisée comme elle l'est aujourd'hui pour inclure la zone la plus vaste ; les personnes vivant juste à l'extérieur des limites de la ville constituaient une population nettement plus élevée. Le chiffre de 1891 comprend également la population de petites villes adjacentes récemment annexées telles que Parkdale, Brockton Village, West Toronto, East Toronto et d'autres. L'immigration, les taux de natalité élevés et l'afflux de la population rurale environnante ont aussi été à l'origine d'une grande partie de cette croissance, même si l'immigration avait considérablement ralenti dans les années 1880 par rapport à la génération précédente.
Les lignes de chemin de fer sont arrivées dans la zone portuaire du rivage dans les années 1850. Un projet de décharge « Esplanade » prévu pour créer une promenade le long du port est devenu à la place un nouveau droit de passage pour les lignes ferroviaires, qui s'étendaient jusqu'à de nouveaux quais sur le port. Trois compagnies de chemin de fer ont construit des lignes vers Toronto : le Grand Trunk Railway (GTR), le Great Western Railway et le Northern Railway of Canada. La première Union Station a été construite par le GTR en 1858 dans le centre-ville. L'avènement du chemin de fer a considérablement augmenté le nombre d'immigrants ainsi que le commerce, tout comme l'avaient fait les bateaux à vapeur et les goélettes du lac Ontario entrant dans le port. Les terres ferroviaires allaient dominer le rivage central pendant les 100 années suivantes. En 1873, GTR a construit une deuxième Union Station au même endroit.

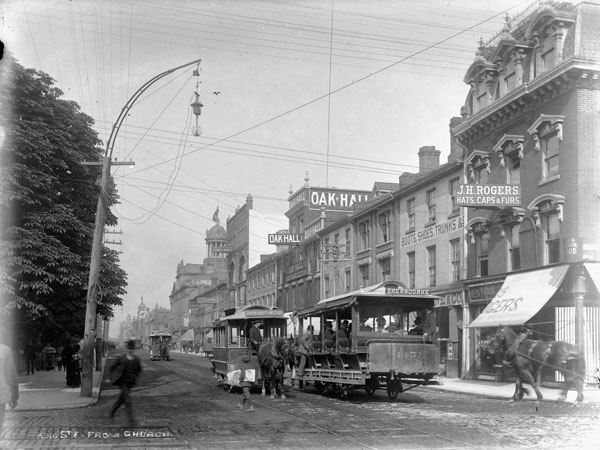
Tramways tirés par des chevaux au centre-ville de Toronto en 1890.

Un vaste réseau de tramways (toujours opérationnel), ainsi que des chemins de fer longue distance et des lignes radiales ont été construits à Toronto. Une ligne radiale longeait principalement la rue Yonge sur environ 80 km jusqu'au lac Simcoe et permettait des excursions d'une journée vers ses plages. À l'époque, les plages de Toronto étaient bien trop polluées pour être utilisées, en grande partie à cause du déversement des déchets directement dans le lac. D'autres lignes radiales ont été construites pour connecter les banlieues.
À mesure que la ville grandissait, elle était délimitée par la rivière Humber à l'ouest et par la rivière Don à l'est. Plusieurs petites rivières et ruisseaux du centre-ville ont été acheminés vers des ponceaux et des égouts et le terrain a été remblayé au-dessus d'eux, y compris Garrison Creek et Taddle Creek, ce dernier traversant l'Université de Toronto. Une grande partie du ruisseau Castle Frank a été recouverte pendant cette période. À l’époque, ils étaient utilisés comme égouts à ciel ouvert et devenaient un grave problème de santé. La reconfiguration de l'embouchure de la rivière Don pour créer un chenal de navigation et un projet de remise en état des rives du lac a eu lieu dans les années 1880, encore une fois en grande partie motivée par des préoccupations sanitaires et l'établissement d'un commerce portuaire efficace.

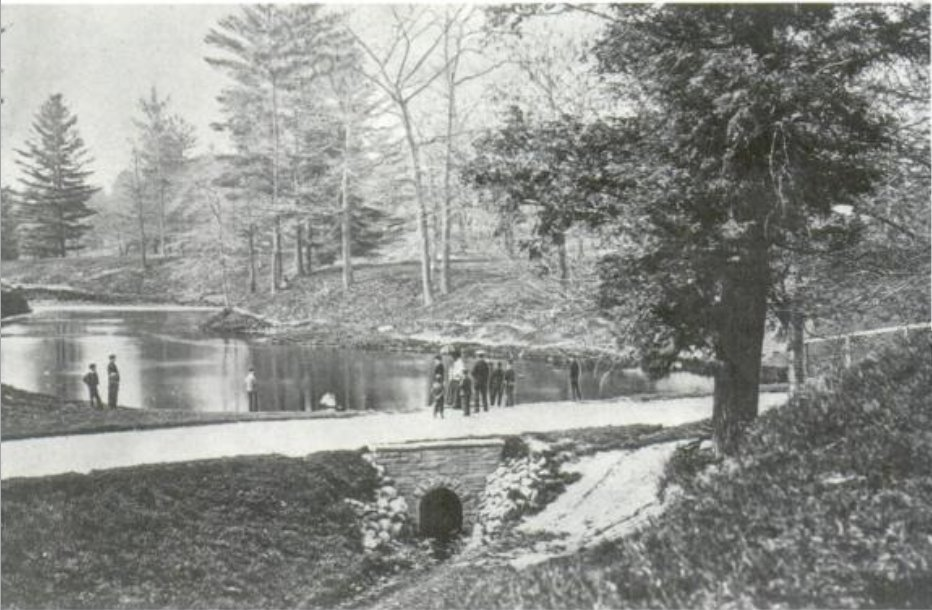
Étang McCaul sur le campus de l'Université de Toronto, créé à partir d'un barrage du ruisseau Taddle, 1870.

Toronto comptait deux facultés de médecine indépendantes : la Trinity Medical School et la Toronto School of Medicine (TSM). Au cours des années 1880, le TSM a ajouté des instructeurs, élargi son programme et s'est concentré sur l'enseignement clinique. Les inscriptions ont augmenté dans les deux écoles. Les écoles privées étaient critiquées pour certaines lacunes, telles que leur incapacité à offrir un enseignement suffisant dans les sciences fondamentales. En 1887, la TSM est devenue la faculté de médecine de l’Université de Toronto, mettant davantage l’accent sur la recherche au sein du programme d’études médicales. Trinity a compris que sa survie dépendait également de liens étroits avec la science fondamentale et, en 1904, elle a également fusionné avec la Faculté de médecine de l'Université de Toronto.
Toronto a modernisé et professionnalisé ses services publics à la fin du XIXe et au début du XXe siècle. Aucun service n’a été modifié de manière plus radicale que la police de Toronto. L'introduction de cabines téléphoniques d'urgence reliées à un répartiteur central, ainsi que de vélos, de motos et d'automobiles, a fait passer les tâches du patrouilleur d'une simple marche passive à une réaction rapide aux incidents signalés, ainsi qu'à la gestion du trafic automobile. Après le grand incendie de 1849, Toronto a amélioré son code de prévention des incendies. Les services d’incendie se sont agrandis et les Services d’incendie de Toronto ont été mis en place en 1874.

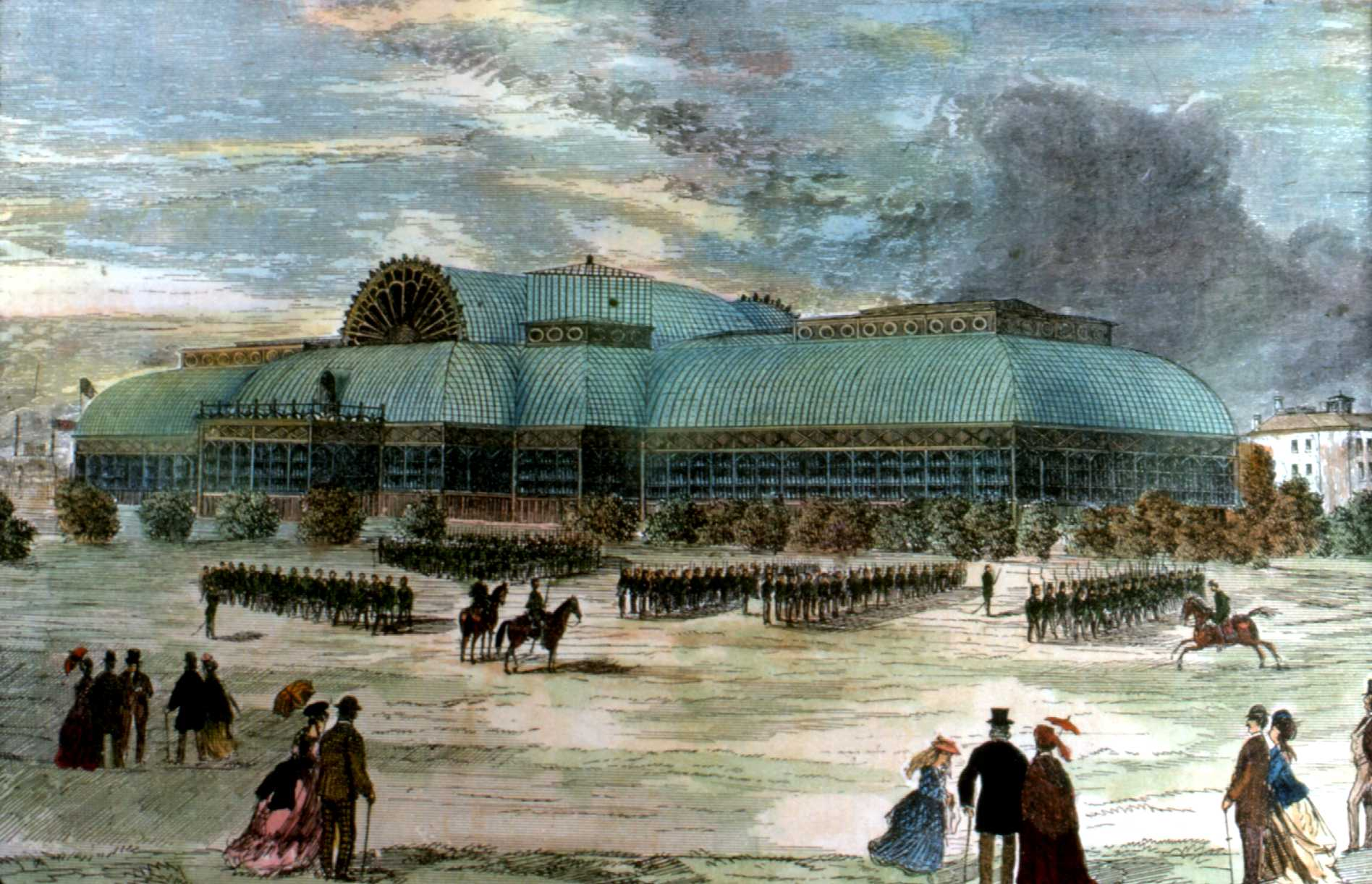
Le Crystal Palace sur le terrain de l'Exposition industrielle de Toronto de 1871.

La première exposition industrielle de Toronto a eu lieu en 1879. Une foire agricole provinciale se tenait en Ontario à tour de rôle depuis les années 1850, et après que Toronto eut tenu l'exposition de 1878 à l'angle des rues King et Shaw, elle souhaitait organiser à nouveau cette foire. La demande fut refusée et l’Exposition industrielle fut organisée. La ville a organisé un bail pour les locaux de la garnison et a déplacé son bâtiment du Crystal Palace sur le site. Finalement, les terrains de la garnison ont été occupés par l'Exposition et l'exposition annuelle se poursuit aujourd'hui sous le nom d'Exposition nationale canadienne. Le terrain est devenu un lieu d'exposition et abrite des installations sportives, des lieux d'exposition, des espaces commerciaux et de congrès utilisés toute l'année.

#### Immigration
Un grand nombre d'Irlandais dans la ville, dont une légère majorité étaient protestants se sont installés à la suite de la Grande Famine irlandaise (1845-1849). L’afflux massif et inattendu d’immigrants très pauvres a représenté un nouveau défi pour l’Église catholique. On craignait que les protestants utilisent leurs besoins matériels comme prétexte pour l’évangélisation. En réponse, l’Église a construit un réseau d’institutions caritatives telles que des hôpitaux, des écoles, des pensionnats et des orphelinats, pour répondre aux besoins et garder les gens dans la foi. L'Église catholique a eu moins de succès dans la gestion des tensions entre le clergé catholique français et irlandais ; les Irlandais ont finalement pris le contrôle et ont gagné le soutien de Rome grâce à leur position ultramontaine (pro-Vatican) inébranlable,. En 1851, la population d'origine irlandaise est devenue le groupe ethnique le plus important de la ville.

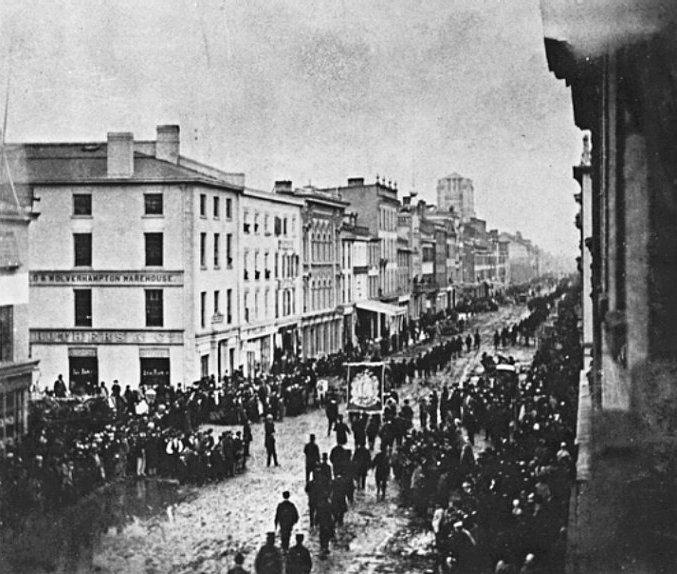
Un défilé de l'ordre d'Orange sur King Street vers 1870. La société fraternelle, initialement constituée d'immigrants irlandais protestants est devenue une force dominante à Toronto à la fin du 19^{e} siècle.

L'Ordre d'Orange, basé parmi les Irlandais protestants, est devenu une force dominante dans la société torontoise, à tel point que Toronto dans les années 1920 était surnommée le « Belfast du Canada ». Les Orangistes s'opposaient à tout ce qui était catholique. Ils ont perdu tout intérêt pour l'Irlande après la création de l'Irlande du Nord et l'influence orangiste s'est estompée après 1940. Les catholiques irlandais arrivant à Toronto ont été confrontés à une intolérance généralisée et à une grave discrimination, tant sociale que législative, ce qui a conduit à plusieurs émeutes à grande échelle entre catholiques et protestants de 1858 à 1878, culminant avec les émeutes du Jubilé de 1875. La population irlandaise a constitué l'essentiel de la population catholique de Toronto jusqu'en 1890, lorsque les catholiques allemands et français furent accueillis dans la ville par les Irlandais, mais la proportion d'irlandaise au sein de la population catholique est demeurée à 90 % . Cependant, diverses initiatives positives telles que la fondation du Collège Saint-Michel en 1852, de trois hôpitaux et des organisations caritatives les plus importantes de la ville (la Société de Saint-Vincent-de-Paul ) et la Maison de la Providence créée par des groupes catholiques irlandais ont renforcé l'identité irlandaise, transformant la présence irlandaise dans la ville en une présence d'influence et de pouvoir.
McGowan soutient qu'entre 1890 et 1920, les catholiques de la ville ont connu des changements sociaux, idéologiques et économiques majeurs qui leur ont permis de s'intégrer à la société torontoise et de se débarrasser de leur statut de seconde classe. Les catholiques irlandais (contrairement aux Français) ont fortement soutenu le rôle du Canada dans la Première Guerre mondiale. Ils se sont échappés du ghetto et ont commencé à vivre dans tous les quartiers de Toronto. Ayant commencé comme ouvriers non qualifiés, ils ont utilisé un niveau d'éducation élevé pour progresser et étaient bien représentés dans la classe moyenne inférieure. Le changement le plus important a été de se marier avec des protestants à un rythme sans précédent.
À la fin du XIXe siècle et tout au long du XXe siècle, les immigrants irlandais qui avaient suivi les Britanniques à Toronto furent suivis par de nombreux autres groupes d'immigrants à la fin du XIXe siècle : des Allemands, des Italiens et des Juifs de diverses régions d'Europe de l'Est ; plus tard des Chinois, des Russes, des Finlandais, des Polonais et de nombreux autres Européens de l'Est. Dans la seconde moitié du XXe siècle, les principales sources d'immigration étaient constituées de réfugiés et d'immigrants venus de nombreuses autres régions du monde. L'immigration britannique est restée forte pendant la seconde moitié du XIXe siècle et jusqu'au XXe siècle, en plus d'un afflux constant en provenance des zones rurales de l'Ontario, qui comprenait des Canadiens français.

### 20esiècle

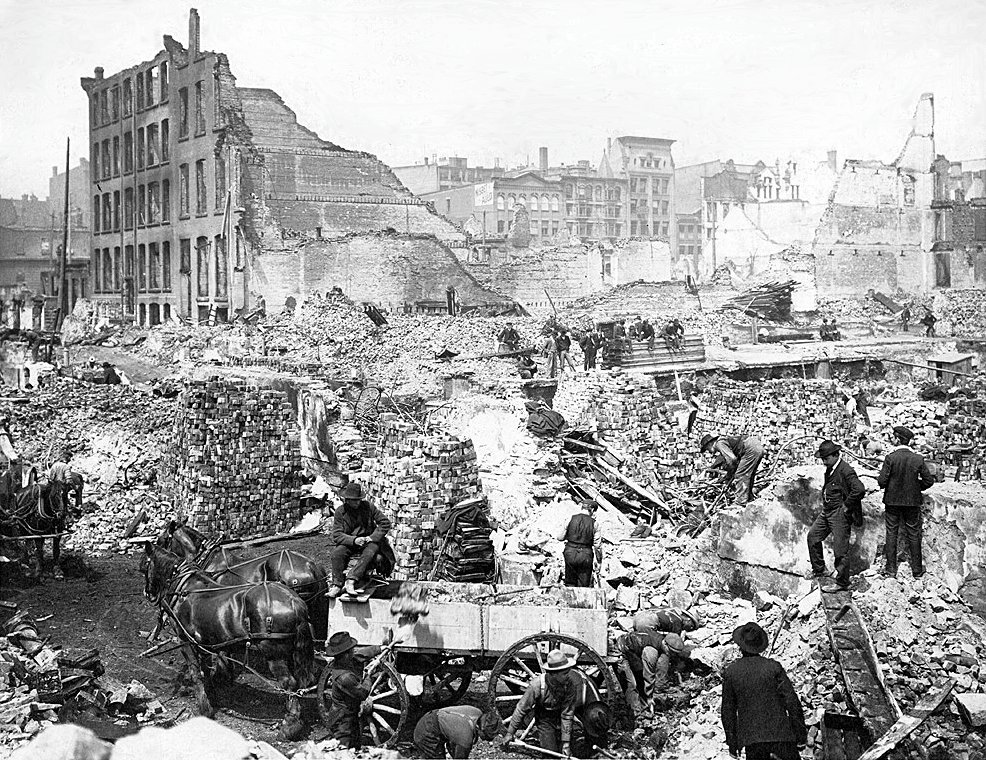
Le Grand incendie de Toronto de 1904 a détruit une grande partie du centre-ville de Toronto.

Vers 1900, le centre des affaires s’était déplacé à l’ouest du site historique de la ville de York. Un nouveau centre-ville a été construit à l’ouest des rues Yonge et King. La instances municipales de Toronto ont emménagé dans un nouvel hôtel de ville, construit à l'extrémité de Bay Street, à hauteur de Queen Street. Une grande partie de ce nouveau centre-ville a été détruite lors du grand incendie de Toronto de 1904, mais il a été rapidement reconstruit avec de nouveaux bâtiments plus hauts. Au sud du centre-ville, les chemins de fer occupaient la plupart des terres. Un nouveau viaduc a été construit pour supporter les lignes principales et éliminer les nombreux passages à niveau. Une Union Station unique a remplacé les nombreuses gares des lignes ferroviaires. Elle est restée vide pendant un certain temps en raison de désaccords entre le gouvernement et les compagnies ferroviaires.
La rivière Don possède un ravin particulièrement profond, coupant l'est de la ville à la plupart des points au nord du rivage du lac. Ce problème fut résolu en octobre 1918, lorsque la construction du viaduc Prince Edward fut finalisée, reliant la rue Bloor, du côté ouest du ravin, à l'avenue Danforth, à l'est. Edmund Burke, son concepteur, s'est battu longtemps et durement pour qu'un tablier inférieur soit ajouté au pont pour permettre la circulation des trains, alors que la ville n'était pas prête à en assumer le coût. Néanmoins, il a finalement obtenu gain de cause et a ainsi permis à la ville d'économiser des millions de dollars lorsque le métro de la Toronto Transit Commission (TTC) a commencé à utiliser le tablier en 1966.

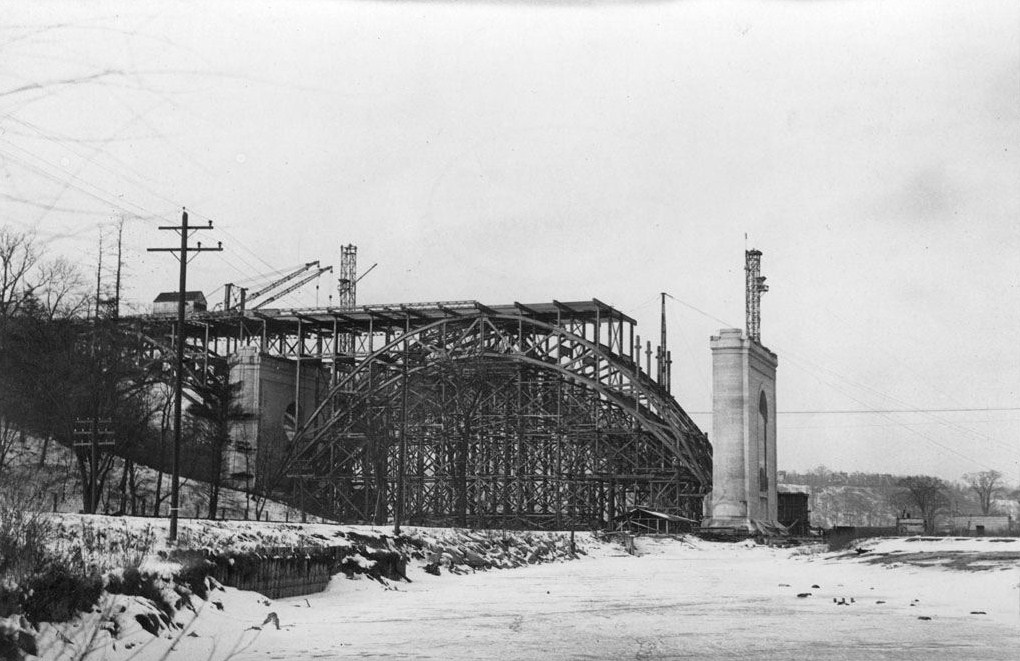
Construction du en 1916.

L’esprit d’entreprise a été illustré par l'exemple de la carrière de John Northway (1848–1926).Il a débuté comme tailleur dans une petite ville et s'est ensuite installé à Toronto où il a rapidement développé une chaîne de grands magasins. Ses innovations dans la couture et la commercialisation de vêtements pour femmes ont permis l’émergence d’une industrie canadienne dans ce domaine. Northway a été le pionnier de méthodes commerciales et comptables modernes. Il a également innové dans les relations de travail, en tant que pionnier des régimes d’indemnisation des accidents et des maladies et de partage des bénéfices. Devenu millionnaire en 1910, il joua un rôle de premier plan dans la vie civique de Toronto,.
En 1923, deux chercheurs de l'Université de Toronto, J.J.R. Macleod (1876–1935) et Frederick Banting (1891–1941), se partagèrent le prix Nobel de médecine pour leur découverte de l'insuline en 1921, plaçant Toronto sur la carte mondiale de la science de pointe,.
De 1926 à 1936, l'avocat, financier et farceur torontois Charles Vance Millar a créé le Great Stork Derby, un concours selon lequel les femmes devaient donner naissance au plus grand nombre de bébés dans une période de dix ans après sa mort, afin d'être admissibles à un legs inhabituel dans son testament pour un reliquat de son importante succession.

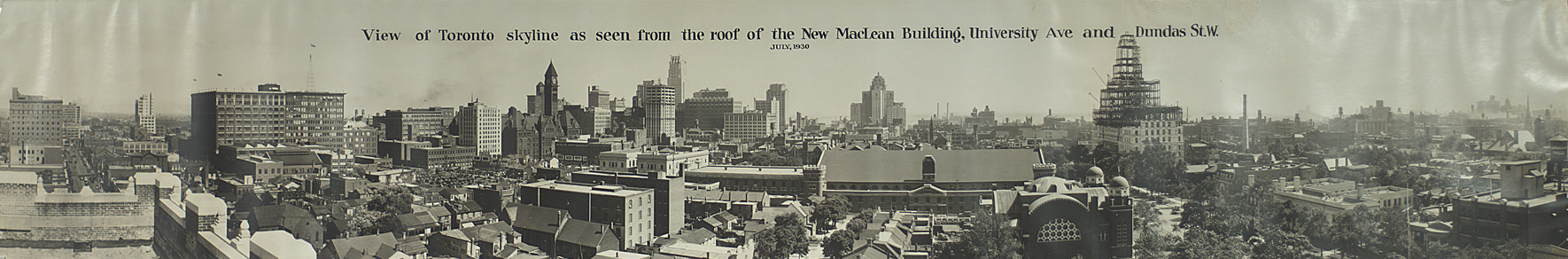
Skyline de Toronto en Juillet 1930.

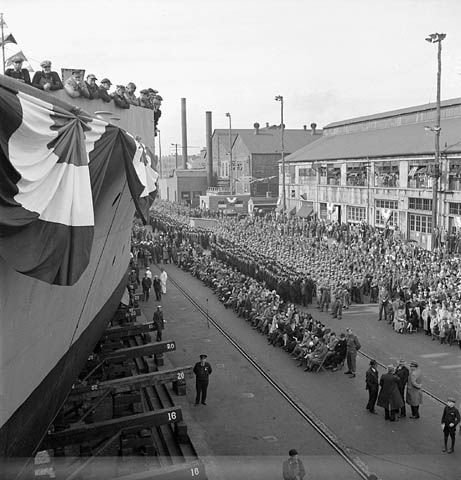
En 1944, Le 1000^{e} navire construit au Canada depuis le début de la Seconde Guerre mondiale est lancé à Toronto. Pendant la guerre, la plupart des industries de la ville ont été converties à des productions de temps de guerre.

Durant la Seconde Guerre mondiale, Toronto devint un centre important pour l'armée canadienne. L'Exhibition Place fut réquisitionnée pour l'entraînement et le déploiement militaires. L'aéroport de l'île fut utilisé pour l'entraînement de l'Aviation royale norvégienne et de l'Aviation royale canadienne. Des entreprises de fabrication civile, comme Inglis, se reconvertirent dans la production d'armements de guerre. À l'aéroport de Malton et à l'aéroport de Downsview, de nouvelles usines d'aviation construisirent de nombreux chasseurs et bombardiers destinés à être utilisés en Europe.

#### Après la Seconde Guerre mondiale
Après la Seconde Guerre mondiale, un afflux continu de nouveaux arrivants venus du monde entier et de Canadiens du Canada atlantique a contribué à la croissance de Toronto. Le grand nombre de nouveaux Canadiens participèrent à la croissance de la population de Toronto, qui a dépassé le million en 1951, puis a doublé pour atteindre plus de deux millions en 1971. La démographie de Toronto a également changé en conséquence, car de nombreux immigrants venaient de pays autres que le Royaume-Uni. La diversité ethnique s'est accrue et des enclaves telles que Little Italy, Little Portugal et deux nouveaux quartiers chinois ont vu le développement de la ville. En 1967, le premier festival « Caribana » a été organisé pour célébrer la culture des Antilles.
Le gouvernement provincial a créé la Municipalité du Toronto métropolitain, un gouvernement métropolitain qui a incorporé de nombreuses municipalités locales en 1954. Le gouvernement du Toronto métropolitain a pris en charge la construction et l'entretien des infrastructures à l'échelle de la région, la construction d'usines de traitement des eaux, de routes, de transports en commun et d'autoroutes, pour faciliter la croissance des banlieues.

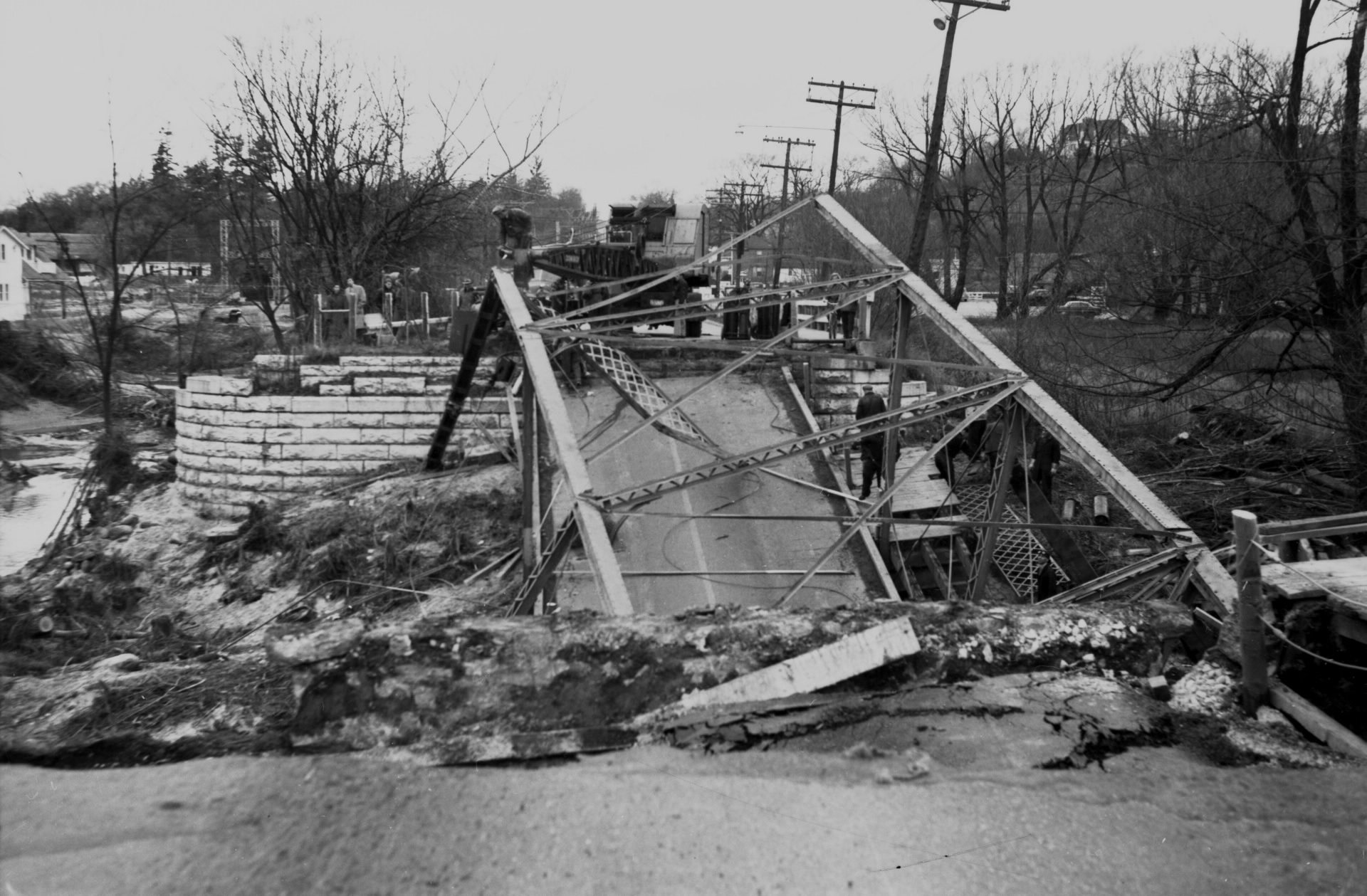
En 1954, l'ouragan Hazel a atteint Toronto, causant d'importantes inondations et de nombreux dégats.

En 1954, l'ouragan Hazel a balayé Toronto, provoquant d'importantes inondations, faisant 81 morts. En conséquence, la construction dans les plaines inondables a été interdite, de nouveaux ouvrages de contrôle des inondations tels que des barrages et des canaux de drainage ont été construits et les terres des plaines inondables ont été débarrassées des bâtiments et conservées comme parcs et zones de conservation.
En 1954, le tronçon original du métro fut achevé entre les stations Union et Eglinton sur la ligne Yonge (numérotée plus tard comme la ligne 1). Cela fut suivi par la construction des métros Bloor-Danforth et University Avenue, reliant le centre aux banlieues à l'est et à l'ouest. Le gouvernement métropolitain construisit l'autoroute Gardiner et l'autoroutes DVP à la fin des années 1950 et au début des années 1960, mais les projets de construction d'un vaste réseau d'autoroutes à travers la ville moururent en 1971 avec l'annulation de l'autoroute Spadina. Metro procéda à la construction de la ligne de métro Spadina au nord jusqu'à North York et prolongea la ligne Yonge au nord jusqu'à North York.
Le nouveau mouvement de « renouvellement urbain » a fait sentir son influence à Toronto. De vastes zones, considérées comme des « bidonvilles », ont été rasées, notamment les quartiers de Regent Park, Lawrence Heights et Alexandria Park. Les rues et les petites maisons ont été remplacées par des méga-blocs avec des rues limitées et des immeubles d'appartements. L'expérience du logement social a permis d'augmenter le nombre de logements abordables disponibles, au prix d'une forte augmentation des budgets de la métropole et de Toronto pour l'entretien des bâtiments. Dans les années 2000, Toronto a connu de sérieux retards en matière d'entretien et, dans les années 2000, la ville a commencé à démanteler les grands projets et à les remplacer par des conceptions plus proches des quartiers ordinaires.

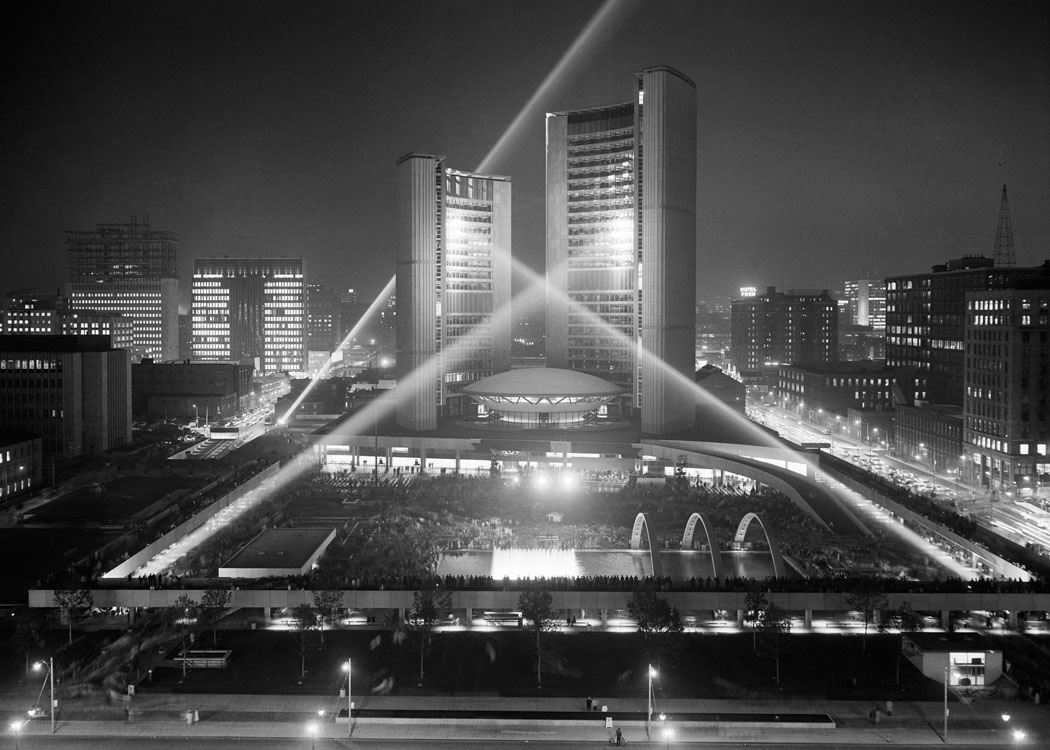
L'ouverture du quatrième Hôtel de ville de Toronto en 1965. L'architecture moderniste du batiment en a fait un élément remarquable de la ville.

Au cours des années 1960 et 1970, le centre-ville de Toronto a été reconstruit avec de nouveaux gratte-ciels plus hauts. Un nouvel hôtel de ville a été inauguré, le complexe commercial et de bureaux Eaton Centre a été construit, quatre nouvelles tours bancaires ont été construites à l'intersection des rues Bay et King, les « coins MINT » ainsi que de nouvelles tours le long de l'avenue University. Cette situation a causé des problèmes avec les anciennes tours de télévision et de radio de la ville, qui n'étaient tout simplement pas assez hautes pour desservir la ville. Les ingénieurs et les politiciens ont donc décidé qu'il fallait construire quelque chose de plus haut que tout autre bâtiment de la ville ou que tout ce qui serait probablement jamais construit. Ils ont décidé de construire une tour de télévision et de radio très haute et massive (la tour CN), qui a été achevée en 1976 sur les terrains ferroviaires au sud du centre-ville. De nouvelles utilisations du sol ont été trouvées pour les terrains ferroviaires qui dominaient les pourtours du centre-ville depuis les années 1850. Le projet de quartier St. Lawrence (en) a permis de construire une nouvelle communauté à partir d'anciens terrains ferroviaires à l'est de Yonge. Le long du front de mer, de nouvelles tours de bureaux et d'habitations ont été construites sur d'anciens terrains industriels. Le nouveau stade SkyDome (rebaptisé plus tard Rogers Centre en 2005) a été construit en 1989 sur des terrains ferroviaires du centre-ville. Au sud de la rue King, à l'ouest de l'avenue University, d'autres terrains ferroviaires et entrepôts ont été convertis, ce qui a permis l'ouverture du Palais des congrès du Toronto métropolitain, d'un nouveau siège social anglophone de CBC, de la salle de concert Roy Thomson Hall et du Princess of Wales Theatre (en).

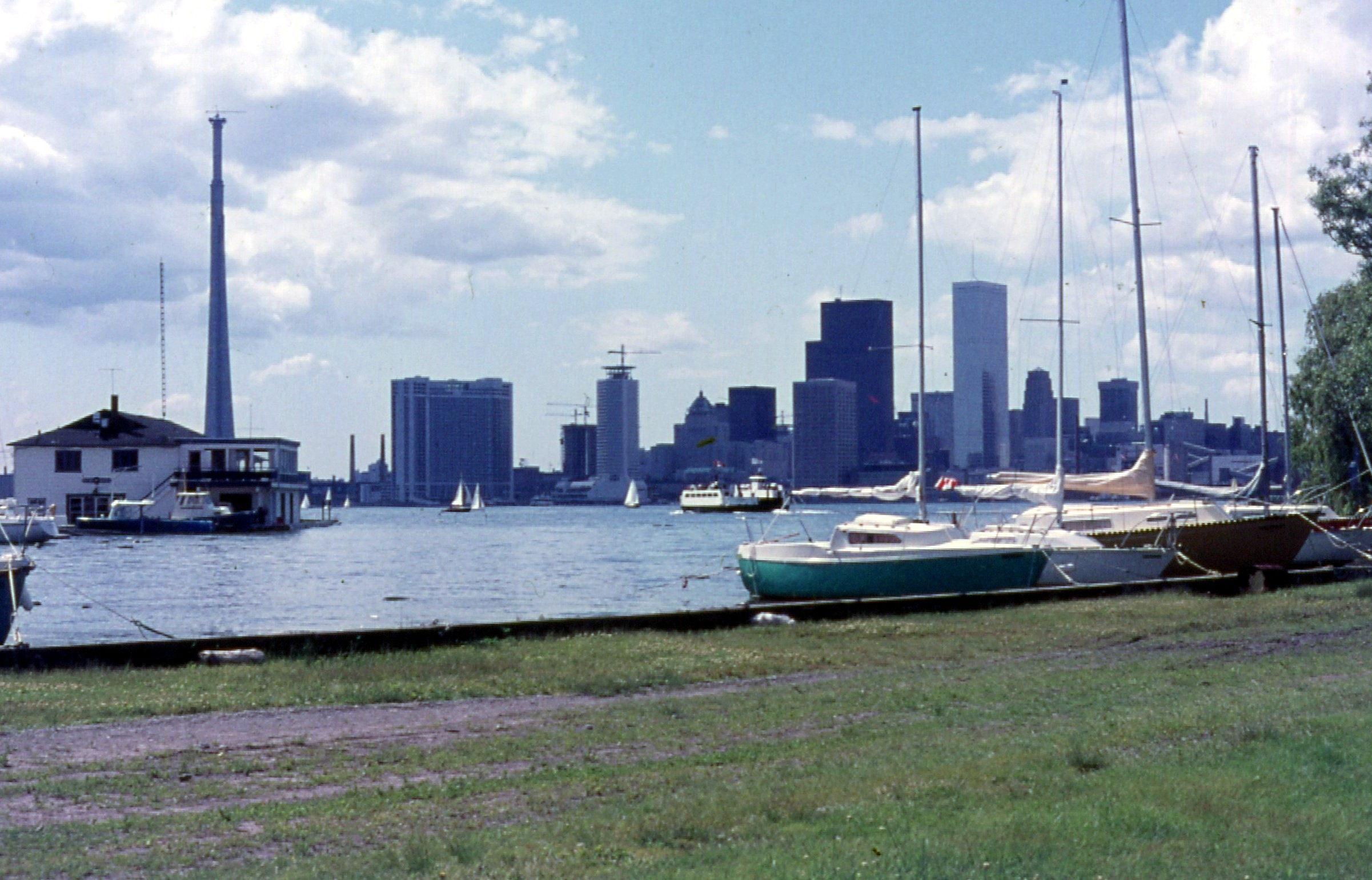
Skyline du centre-ville de Toronto in 1973. La construction de la Tour CN est visible à gauche en arrière-plan.

Au cours des années 1970, la population de Toronto a continué de croître et a dépassé celle de Montréal. En 1971, les populations des régions métropolitaines de recensement (RMR) de Toronto et de Montréal s'élevaient à 2,7 millions et 2,6 millions. En 1981, Toronto avait dépassé Montréal avec une population de 3 millions contre 2,8 millions pour Montréal. Les facteurs qui ont contribué à la croissance de Toronto par rapport à Montréal comprenaient une forte immigration, de plus en plus d'Asiatiques et de personnes d'origine africaine, la taille croissante de l'industrie automobile dans le sud de l'Ontario, en raison de la signature du Pacte de l'automobile avec les États-Unis en 1965, un environnement politique plus calme (le Québec a connu deux référendums sur la souveraineté au cours de ces années, l'un en 1980 et l'autre en 1995), et des impôts sur le revenu des particuliers plus bas qu'au Québec.
Toronto avait toujours été le partenaire secondaire de Montréal dans les affaires canadiennes. Cette situation a changé à mesure que Toronto a connu une croissance rapide après la Seconde Guerre mondiale. Un autre facteur a été le mouvement nationaliste croissant au Québec, en particulier avec le succès du Parti québécois en 1976, qui a systématiquement aliéné les entreprises anglophones. En 1995, Toronto contrôlait 48 % des actifs financiers du Canada et 44 % des actifs non financiers des entreprises, contre 28 % et 22 % pour Montréal.

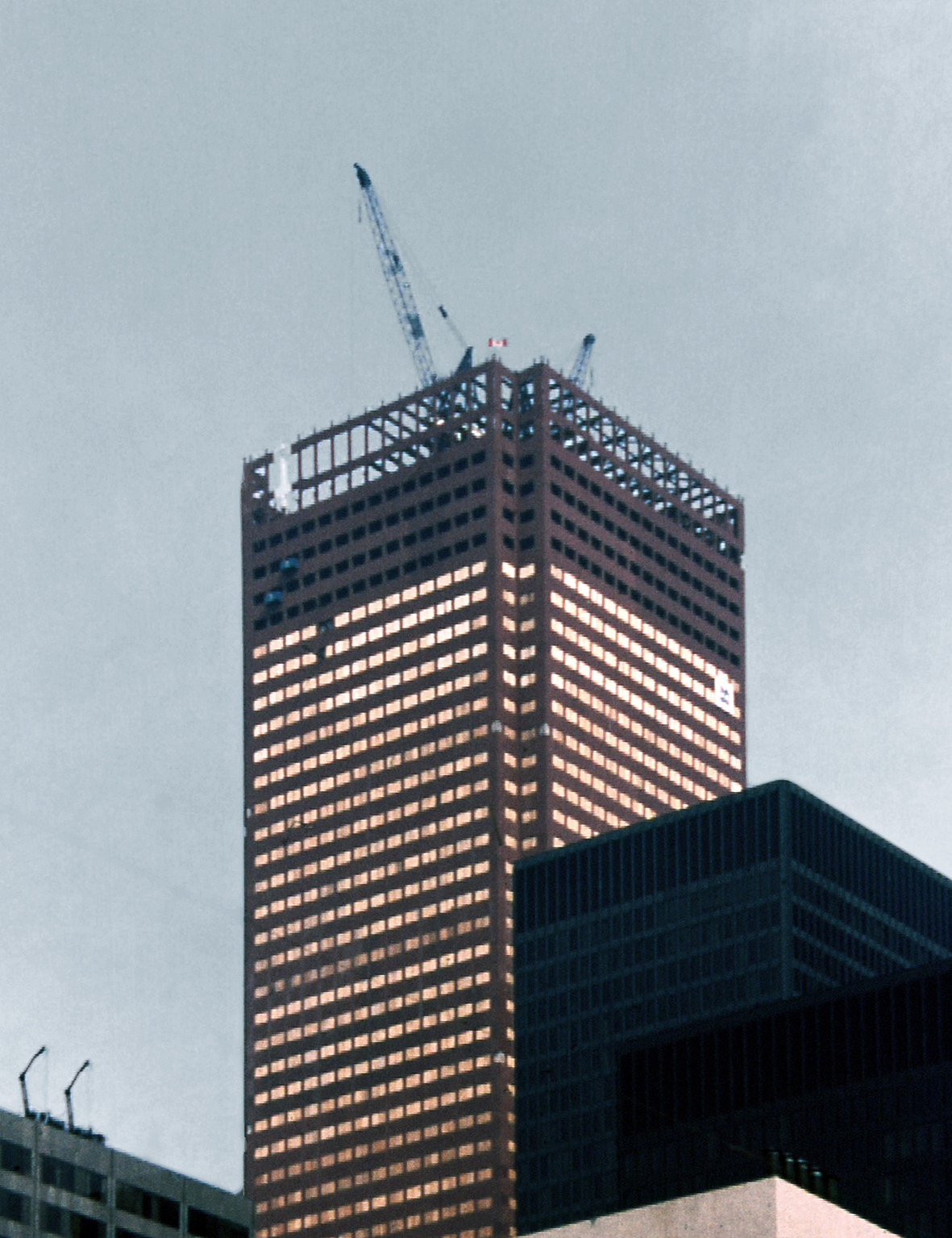
Construction de la First Canadian Place, siège social opérationnel de la Banque de Montréal en 1975. Les années 1970 ont vu plusieurs institutions financières canadiennes déménager vers Toronto.

Durant cette période, trois des plus grandes banques canadiennes ont élu domicile à Toronto : la Banque Royale du Canada, la Banque Toronto-Dominion et la Banque Canadienne Impériale de Commerce. Ces banques, ainsi que la Société Financière Manuvie, la Financière Sun Life Inc. et la Bourse de Toronto, forment le quartier financier, le cœur financier du Canada. Toronto est également devenue la capitale des entreprises canadiennes, la majorité des sociétés canadiennes y ayant leur siège social. Parmi les exemples notables, citons : George Weston Limited, Onex Corporation, Magna International Inc., Wal-Mart Canada Corporation et Brookfield Asset Management Inc.
Toronto a renforcé sa position de centre culturel du Canada anglophone au cours de ces années. Le Globe and Mail et le National Post, deux des plus importants journaux canadiens, y ont leur siège social. Le nouveau Centre de radiodiffusion canadien de la CBC a été achevé en 1993 et est devenu le centre de contrôle de la société pour la radiodiffusion en langue anglaise au Canada. Également en 1993, l'Institut polytechnique Ryerson a obtenu le statut d'université à part entière et est devenu l'Université polytechnique Ryerson (depuis 2022, Université métropolitaine de Toronto). Le Roy Thomson Hall est devenu le siège de l'Orchestre symphonique de Toronto en 1982. Celui-ci, avec le Princess of Wales Theatre (en) récemment construit et le vénérable Royal Alexandra Theatre, forment désormais le cœur du quartier des théâtres. Des institutions culturelles comme le Musée des beaux-arts de l'Ontario et le Musée royal de l'Ontario ont vu leurs bâtiments rénovés. Le Festival du film de Toronto, créé en 1976, est devenu, après Cannes, le plus important du monde. La production cinématographique a reçu un coup de pouce avec les nouveaux studios de Toronto Pinewood, à l'extrémité est du front de mer. Toronto abrite également le Temple de la renommée du hockey (1943), depuis 1961.
L'évolution des gratte-ciels du centre-ville a fourni des preuves visuelles de la croissance. Parmi les nouveaux gratte-ciels, citons la tour Royal Trust, en 1969, la First Canadian Place, en 1975, la tour CN, en 1975, la Royal Bank Plaza, South Tower, en 1977, la First Bank Tower, en 1979, la Scotia Plaza, en 1988, le SkyDome, en 1989, la BCE Place–Canada Trust Tower, en 1990 et la Bay Wellington Tower, en 1990.
La perte de nombreux bâtiments anciens du centre-ville a suscité un regain d'intérêt chez les citoyens de Toronto pour la préservation des bâtiments patrimoniaux et la ville de Toronto a commencé à désigner des bâtiments pour empêcher leur démolition. Le conseil municipal de Toronto (en) était dominé dans les années 1970 par des réformateurs tels que David Crombie (en) et John Sewell (en), opposés au rythme et aux aspects destructeurs de la croissance soudaine de Toronto. Un règlement a été mis en place pour interrompre temporairement la construction de gratte-ciel pendant que les contrôles d'utilisation du sol et le plan officiel étaient mis à jour.
Dans les années 1990, Toronto a été touchée par la récession nationale. De plus, les gouvernements de haut niveau du Canada et de l’Ontario ont transféré la prestation des services. Le gouvernement de l’Ontario a transféré une section de la Queen Elizabeth Way à l’autoroute Metro Gardiner, a annulé la ligne de métro Eglinton et a réduit les subventions au transport en commun, au logement et à l’aide sociale. Le gouvernement canadien a créé des agences indépendantes pour gérer l’aéroport international de Toronto et le port de Toronto, ce dernier étant particulièrement controversé pour Toronto, car le conseil municipal de Toronto voulait prendre en charge le port dans le cadre des efforts de revitalisation du front de mer. De plus, le gouvernement canadien a éliminé ses programmes de logement social. Ces changements ont entraîné des crises budgétaires pour le gouvernement de Toronto dans les années 2000.

## Toronto fusionnée (depuis 1998)
Le 1er janvier 1998, Toronto a connu une expansion considérable, non pas par des annexions traditionnelles, mais par la fusion de la municipalité métropolitaine de Toronto et de ses six municipalités constituantes de palier inférieur : East York, Etobicoke, North York, Scarborough, York et la ville originale elle-même. Elles ont été dissoutes par une loi du gouvernement de l'Ontario et regroupées en une ville à palier unique de Toronto (surnommée familièrement la « mégapole ») remplaçant les six gouvernements.
La fusion a été proposée comme mesure d'économie par le gouvernement provincial progressiste-conservateur de Mike Harris. L'annonce a déclenché de vives objections du public. En mars 1997, un référendum dans les six municipalités a produit un vote de plus de 3 contre 1 contre la fusion. Cependant, comme le référendum n'avait que peu ou pas d'effet juridique, le gouvernement Harris pouvait donc légalement ignorer les résultats du référendum, ce qu'il a fait en avril lorsqu'il a déposé la Loi sur la ville de Toronto (en). Les deux partis d'opposition ont fait obstruction à l'Assemblée législative provinciale, proposant plus de 12 000 amendements qui permettaient aux résidents des rues de la mégapole proposée de participer aux audiences publiques sur la fusion et d'ajouter des désignations historiques aux rues. Cela n'a fait que retarder l'adoption inévitable du projet de loi, compte tenu de la majorité du Conseil privé.
Le maire de North York, Mel Lastman, est devenu le premier maire d'une « mégapole » et le 62e maire de Toronto grâce à sa victoire aux élections municipales de 1997 (en). Lastman a attiré l'attention nationale après de multiples tempêtes de neige, dont le blizzard de janvier 1999 (en), qui ont déversé 118 cm de neige et immobilisé la ville,. Il a fait appel à l'Armée canadienne pour aider au déneigement en utilisant son équipement pour renforcer les services de police et d'urgence. Cette décision a été ridiculisée par certains dans d'autres régions du pays, alimentée en partie par ce qui était perçu comme une utilisation frivole des ressources,.

### 21esiècle
En 2001, Toronto a terminé deuxième derrière Pékin lors du vote du Comité international olympique pour la ville hôte des Jeux olympiques d'été de 2008. La candidature de Toronto pour accueillir les Jeux a échoué après que le maire Mel Lastman, lors d'une visite au Kenya pour obtenir le soutien des délégués olympiques africains, a choqué et insulté ses hôtes, en disant : « Pourquoi diable voudrais-je aller dans un endroit comme Mombasa ? Je me vois juste dans une casserole d'eau bouillante avec tous ces indigènes qui dansent autour de moi ».
En 2002, Toronto a accueilli les Journées mondiales de la jeunesse et la visite du pape Jean-Paul II. Les deux plus grands syndicats municipaux, les sections locales 79 et 416 du Syndicat canadien de la fonction publique, ont déclenché une grève plusieurs semaines avant l'événement, ce qui signifiait que certains services de base, comme les garderies et les parcs, n'étaient pas disponibles. Comme les employés municipaux ramassaient également les ordures et le recyclage, les parcs municipaux se sont retrouvés remplis de déchets. Certains parcs ont été désignés comme décharges officielles pendant la durée de la grève, tandis que d'autres ont été utilisés illégalement. La situation a été résolue lorsque le gouvernement de l'Ontario a déposé une loi de retour au travail pour mettre fin à la grève, et la ville a repris son cours normal avant le début des Journées mondiales de la jeunesse.
Au début de 2003, Toronto a été touchée par l'épidémie de SRAS. Bien que la maladie ait été principalement confinée aux hôpitaux et aux travailleurs de la santé, le tourisme à Toronto a beaucoup souffert à cause des reportages des médias. Pour aider à récupérer les pertes subies par la ville dans les secteurs industriel et touristique, la ville a organisé le concert de bienfaisance SARSStock (en), qui a attiré 450 000 personnes à la fin du mois de juillet, ce qui en fait l'un des dix plus grands concerts de l'histoire. Deux semaines plus tard, la ville a également été touchée par la panne d'électricité de 2003 en Amérique du Nord. Dans le chaos qui a suivi, la ville s'est arrêtée, les gens descendant dans les rues pour faire la fête et parler à leurs voisins. Le courant n'a pas été rétabli pendant plus de 12 heures; dans certaines zones isolées, pas avant trois jours.
Lors des élections municipale de 2003 (en), David Miller a été élu pour remplacer Mel Lastman comme maire, après avoir mené une campagne réussie qui comprenait une promesse d'annuler le projet de pont vers l'aéroport de Toronto Island.
Selon un rapport de l'ONU de 2004, Toronto est la deuxième ville du monde où l'on trouve le plus grand nombre d'immigrants, après Miami, en Floride. Près de la moitié des résidents de Toronto sont nés à l'extérieur du Canada. La diversité culturelle qui en résulte se reflète dans les nombreux quartiers ethniques de la ville. La prolifération de boutiques et de restaurants issus de cultures du monde entier fait de la ville l'un des endroits les plus passionnants à visiter au monde. De plus, la tranquillité relative qui règne entre des populations aussi diverses témoigne du caractère tolérant de la société canadienne.
Le sommet du G20 s’est tenu à Toronto les 26 et 27 juin 2010, mais il n’a pas été sans susciter des protestations (en). Celles-ci ont donné lieu à l’une des opérations de sécurité temporaires les plus coûteuses jamais vues au Canada et ont donné lieu aux plus grandes arrestations massives de l’histoire du pays.
Plus tard cette année-là, le conseiller Rob Ford fut élu maire de la ville. Son soutien était basé sur les électeurs des anciennes banlieues, à l'exception d'East York; Ford y demeurait très impopulaire auprès des résidents locaux, qui à un moment donné lors du défilé de la fête du Canada de 2014 à East York, l'ont hué si impitoyablement qu'il a abandonné le défilé à mi-chemin et a quitté le quartier,. La victoire électorale de Ford a mis en évidence un schisme politique entre le centre et la banlieue de Toronto à l'hôtel de ville.
Sa carrière politique, et notamment son mandat de maire, a été marquée par un certain nombre de controverses personnelles et professionnelles et de procédures judiciaires. En 2013, il a été impliqué dans un scandale de toxicomanie (en), largement relayé par les médias nationaux et étrangers. Après ses aveux, Ford a refusé de démissionner, mais le conseil municipal a voté pour céder certains pouvoirs du maire et du personnel de bureau au maire adjoint Norm Kelly (en) pour le reste du mandat de Ford.
Des conditions économiques favorables et une forte demande de logements ont stimulé un boom des condominiums à Toronto, avec des dizaines de milliers d’appartements haut de gamme construits dans toute la ville.
Le 8 juillet 2013, de graves inondations soudaines ont frappé Toronto après un après-midi d'orages lents et intenses. Toronto Hydro a estimé que 450 000 personnes étaient privées d'électricité après la tempête et l'Aéroport international Pearson de Toronto a signalé que 126 mm (5 po) de pluie étaient tombés en cinq heures, soit plus que pendant l'ouragan Hazel. En six mois, le 20 décembre 2013, Toronto a été paralysée par la pire tempête de verglas de l'histoire de la ville, rivalisant avec la gravité de la tempête de verglas de 1998. Au plus fort de la tempête, plus de 300 000 clients de Toronto Hydro n'avaient ni électricité ni chauffage. Toronto a accueilli la WorldPride en juin 2014, et les Jeux panaméricains en 2015.
La ville continue de croître et d’attirer des immigrants. Une étude de l'Université métropolitaine de Toronto a montré que Toronto était la ville qui connaissait la croissance la plus rapide en Amérique du Nord. La ville a gagné 77 435 personnes entre juillet 2017 et juillet 2018. La zone métropolitaine de Toronto était la deuxième zone métropolitaine à la croissance la plus rapide en Amérique du Nord, avec 125 298 personnes supplémentaires, contre 131 767 pour Dallas–Fort Worth–Arlington au Texas. La forte croissance de la zone métropolitaine de Toronto est attribuée à la migration internationale vers Toronto.

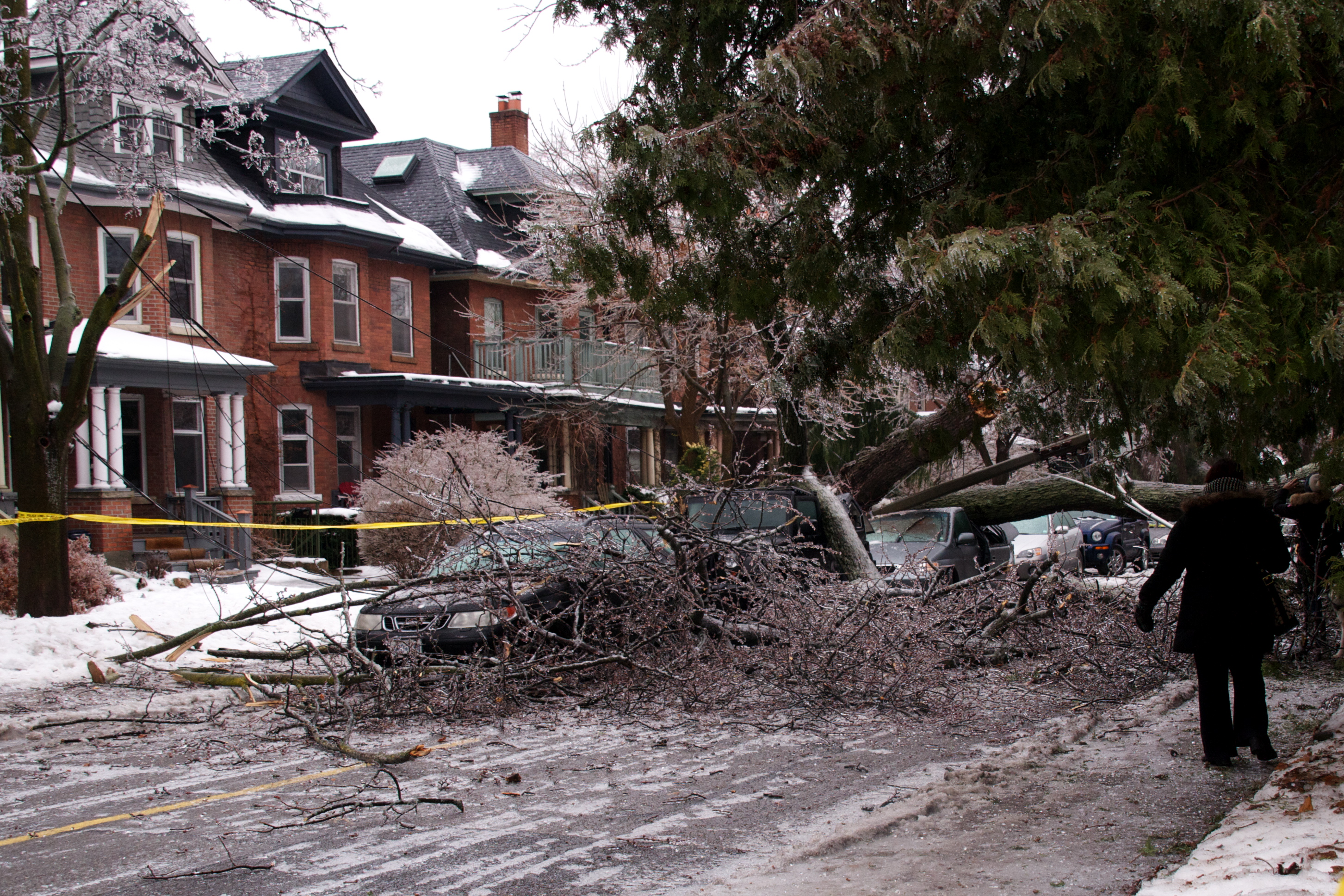
Dégat dus à la chute d'un arbre après le passage du Verglas massif de décembre 2013 dans le Nord-Est de l'Amérique du Nord à Toronto.

Le 23 mars 2020, l'état d'urgence a été déclaré à Toronto par le maire John Tory en raison de la pandémie de COVID-19 au Canada,, six jours après que le premier ministre de l'Ontario Doug Ford l'a déclaré dans la province, ce qui comprenait l'interdiction de tous les événements publics de plus de 50 personnes (réduite plus tard à 5 personnes le 28 mars), la fermeture des bars et des restaurants (à l'exception des restaurants qui peuvent continuer à fournir des services de plats à emporter et de livraison) ainsi que des bibliothèques, des théâtres, des cinémas, des écoles et des garderies,.